# Jenő Hubay
Jenő Szalatnyai Hubay, nascut Jenő Rudolf János Huber (Pest, 15 de setembre, 1858 – Budapest, 12 de març, 1937), va ser un violinista, compositor i professor hongarès. El 1921 va ser elegit membre honorari de l'Acadèmia Hongaresa de les Ciències.
En l'últim quart del segle XIX va ser un dels violinistes més importants del món: des de finals de la dècada de 1970 va gaudir d'una sèrie d'èxits a tot Europa durant dècades. També va aconseguir un reconeixement considerable com a músic de cambra. Primer amb els seus companys de quartet de corda i sonata de Brussel·les i després de Budapest, va intentar guanyar seguidors pels seus més alts estàndards de creació musical. També va obtenir excel·lents resultats com a professor de música. Als 23 anys, va esdevenir cap del departament de violí del prestigiós Conservatori de Brussel·les, i quatre anys més tard tota una sèrie d'excel·lents músics es van graduar de la seva classe, inclòs Bram Eldering.
Després va tornar a Hongria, on va dirigir el departament de violí de l'Acadèmia de Música. L'escola Hubay va produir artistes tan famosos com Stefi Geyer, Ferenc Vecsey i József Szigeti. Va ser director de l'Acadèmia de Música de 1919 a 1934. Des de finals del segle XIX, les seves obres per a violí i cançons hongareses, franceses i alemanyes van ser populars. Més tard, el seu interès es va girar cada cop més cap a gèneres més grans, simfònics i escènics: va causar una impressió duradora amb les seves òperes A cremonai hegedűs i Anna Karènina.

## Carrera
Infància

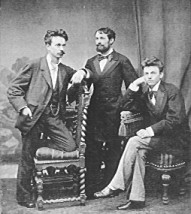
Károly Huber i els seus fills: Jenő i Károly

El seu pare, Karoly Huber, el reconegut violinista, era el director i concertino del Teatre Nacional (en argot contemporani: el seu violinista principal) i professor de l'Escola Nacional de Música en el moment del naixement de Jenő. La seva mare, Lujza Szevera, era d'origen italià, filla d'una família rica de fabricants de salami de Pest. El nen petit va estar envoltat de música des del naixement. La seva mare l'adormia amb cançons hongareses; l'estudi del seu pare, on hi havia el seu piano, era adjacent a la llar d'infants. Va rebre el seu primer violí als cinc anys, i el seu pare va començar a ensenyar-li seriosament en aquell moment. Als set anys, es va matricular a l'escola privada Szőnyi del carrer Cukor. El nen petit, que ja havia actuat diverses vegades als concerts i esdeveniments benèfics de l'Escola de Música, va ser anomenat "artista" pels seus companys de classe. L'esdeveniment més profund de la seva infància va ser el concert de Franz Liszt el 15 d'agost de 1865: la Llegenda de Santa Elisabet es va presentar al Vigadó amb motiu del 25è aniversari de l'Orquestra Nacional, amb el mateix Liszt dirigint el conjunt. El jove Jenő es va inspirar en aquesta experiència per decidir finalment escollir la música com a professió. Es va inspirar en el fet que, gràcies al seu pare, l'òpera Lohengrin de Richard Wagner es va presentar al Teatre Nacional de Pest l'1 de desembre de 1866. Com a alumne de segon de primària, la seva vida familiar en aquell moment estava completament plena d'aquesta òpera: podia escoltar els estudis de partitura i els assajos del seu pare amb els cantants, i el nen petit també era portat a la presentació. Jenő Huber, de vuit anys, va rebre llavors un seient permanent a les vetllades d'òpera del Teatre Nacional, just darrere del director. Escoltava tant les seves òperes preferides, Mozart, com obres italianes que trobava "bastant avorrides".
Mentrestant, va continuar la seva educació: després d'acabar l'escola primària, el setembre de 1869, es va matricular a l'aleshores escola secundària principal del IV. Districte (centre de la ciutat). Un factor decisiu en l'elecció de l'escola va ser que en aquell moment s'organitzava una escola secundària de sis graus, els alumnes de la qual es graduaven dos anys abans que els alumnes de vuitè grau de batxillerat. El curs escolar 1870-71, es va graduar dels graus I-II amb excel·lents resultats, però la mort de la seva mare el juny de 1870 va ser un cop dur per al noi sensible i el va fer retrocedir temporalment en els seus estudis. Tenia tretze anys quan va aparèixer per primera vegada al Concert Nacional d'Examen de Música. El 1872, va actuar en dos concerts: un va ser el Concert del 9 de març del Col·legi Universitari i l'altre va ser el Concert d'Examen de Música. Després d'això, els seus estudis de secundària van passar a un segon pla, va estar molt involucrat en la pràctica i en les sèries d'actuacions cada cop més freqüents, i cada cop era menys capaç de centrar la seva atenció en les assignatures escolars. El nen sense mare no trobava el seu lloc i va acordar amb el seu pare anar a estudiar a l'estranger.

## Estudis a Berlín

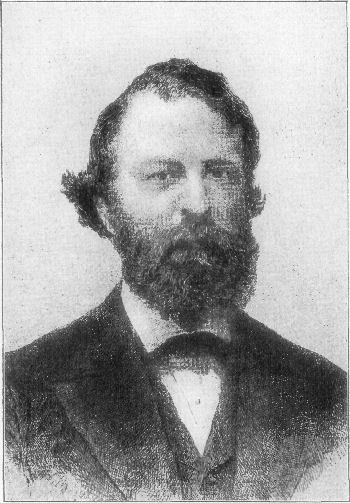
Joseph Joachim

Originalment, Károly Huber volia portar el seu fill a Leipzig per estudiar amb Ferdinand David, un alumne de Louis Spohr. Tanmateix, el reconegut mestre va morir el 1873, així que Huber va decidir que Jenő es convertís en alumne de Joseph Joachim, que havia estat nomenat director de la llavors fundada "Berlin Hochschule für Musik" el 1868. Jenő estava content de ser alumne de Joachim, però a petició del mestre va haver d'acabar primer els seus estudis secundaris, així que es va matricular en una escola privada. El seu examen d'accés a la universitat de Berlín va anar bé i el tribunal examinador va elogiar el seu talent. A més de dominar la tècnica de tocar el violí, també va aprendre a tocar quartet gràcies a Joachim. Als assajos i concerts que es van celebrar a la gran sala de la Singakademie de Berlín, va escoltar per primera vegada els quartets de corda de Ludwig van Beethoven i els quartets de Johannes Brahms, escrits a la dècada de 1870 i portats directament a Berlín pels Joachim. També va intentar aprofitar les entrades gratuïtes dels acadèmics per a les representacions a la Hofoper per escoltar tantes òperes com fos possible, principalment alemanyes i italianes.
Al final del seu primer any a Berlín, el 1874, va tornar a casa del seu pare a Dunaharaszt. El pare, que aleshores era el director de l'Associació Nacional de Cant, va portar el seu fill amb ell al setè concurs de cant de l'associació a Cluj-Napoca, on Jenő va actuar al programa de l'associació de cant de Cluj-Napoca el 29 d'agost, juntament amb cantants i artistes de renom nacional. Durant el seu segon any a Berlín, els seus professors van ser Eduard Rappoldi, violista, i Benno Härtel, que li va ensenyar composició. El curs acadèmic 1874-75, Jenő va actuar en un concert a la Hochschule: va interpretar el dotzè concert de Spohr amb gran èxit. Les seves extraordinàries habilitats es van fer evidents al concert de l'institut celebrat el seu tercer any, quan va interpretar una de les tasques més difícils i belles per als violinistes, la Chaconne de Johann Sebastian Bach, amb profunda emoció i un alt nivell de preparació virtuosa.
El 1876, Joachim va recomanar el jove Jenő per al càrrec de concertino de l'orquestra de Düsseldorf, però no va poder acceptar-ho a causa de l'oposició del seu pare. Va completar els seus estudis a la primavera de 1876 i, a petició del seu pare, va viatjar de tornada a Hongria.

## Coneixença de Franz Liszt
Per a Károly Huber, era més important que la possibilitat d'una carrera a Alemanya que el seu fill tornés a casa i s'unís al cercle de Ferenc Liszt, que aleshores era el president de l'Acadèmia de Música, i demostrés el seu talent a la seva terra natal. Immediatament després del seu retorn a casa, Jenő va ser convidat a actuar al concert de gala del Concurs de Cançó de Szeged. El jove violinista va obtenir un gran èxit amb la Ballada i Polonesa d'Henri Vieuxtemps i amb la transcripció de Joachim de les Danses Hongareses de Brahms. Tanmateix, el seu veritable debut no va tenir lloc fins a la tardor, quan va oferir un concert orquestral al Vigadó amb la participació de membres de la Societat Filharmònica i dirigit pel seu pare. Va ser un gran èxit, i Ferenc Liszt també era entre el públic. Després d'això, va ser convidat a tota una sèrie de concerts a la capital i al camp, cosa que va contribuir a l'establiment de la reputació nacional del jove artista.
Va ser un gran elogi per a ell que Liszt el convidés a les matinées de l'acadèmia de música que organitzava, en què normalment només actuava ell i els seus alumnes. Posteriorment, els Hubay van ser convidats de Liszt diverses vegades, qui també va donar a Jenő l'oportunitat d'interpretar les seves pròpies composicions. El gran compositor es queixava que les seves obres, que havia escrit a Berlín, estaven escrites en el món de les formes musicals clàssiques –sota la influència dels seus professors– i animava el seu alumne a intentar "trepitjar nous camins". Liszt també oferia regularment concerts a famílies d'aficionats a Budapest, generalment tocant sol, però sovint portant Jenő amb ell. Un dels convidats habituals a les vetllades musicals era el compositor Róbert Volkmann, per a qui solia interpretar una de les seves obres. Quan es preparava la presentació d'una de les seves noves obres, Volkmann convidava Jenő al seu apartament, i de vegades li explicava la seva nova obra durant mig dia, després s'asseien al piano i tocaven la peça a quatre mans. Gràcies a Volkmann, que va ensenyar composició a l'Acadèmia de Música des del 1875 fins al final de la seva vida, el 1883, Jenő va millorar molt en dos anys gràcies a les seves enginyoses anàlisis formals i les seves excel·lents explicacions harmòniques.
Tampoc va descuidar la composició: va musicar diversos poemes de Petőfi, que es van interpretar als salons de Pest, acompanyat pel seu germà baríton Károly. Com a compositor, va aconseguir el seu primer gran èxit amb un arranjament per a violí de les melodies de l'òpera Carmen de Bizet, i després va arranjar l'obra Plevna-nóta d'Elemér Szentirmay, amb el mateix títol, per a violí.
El jove artista, tot i ser conegut a tot el país, sentia que les condicions musicals a Hongria en aquell moment i el domini de la cultura alemanya sobre la vida musical no li permetien desenvolupar-se prou. Per tant, va decidir traslladar-se a París.

## Els anys parisencs

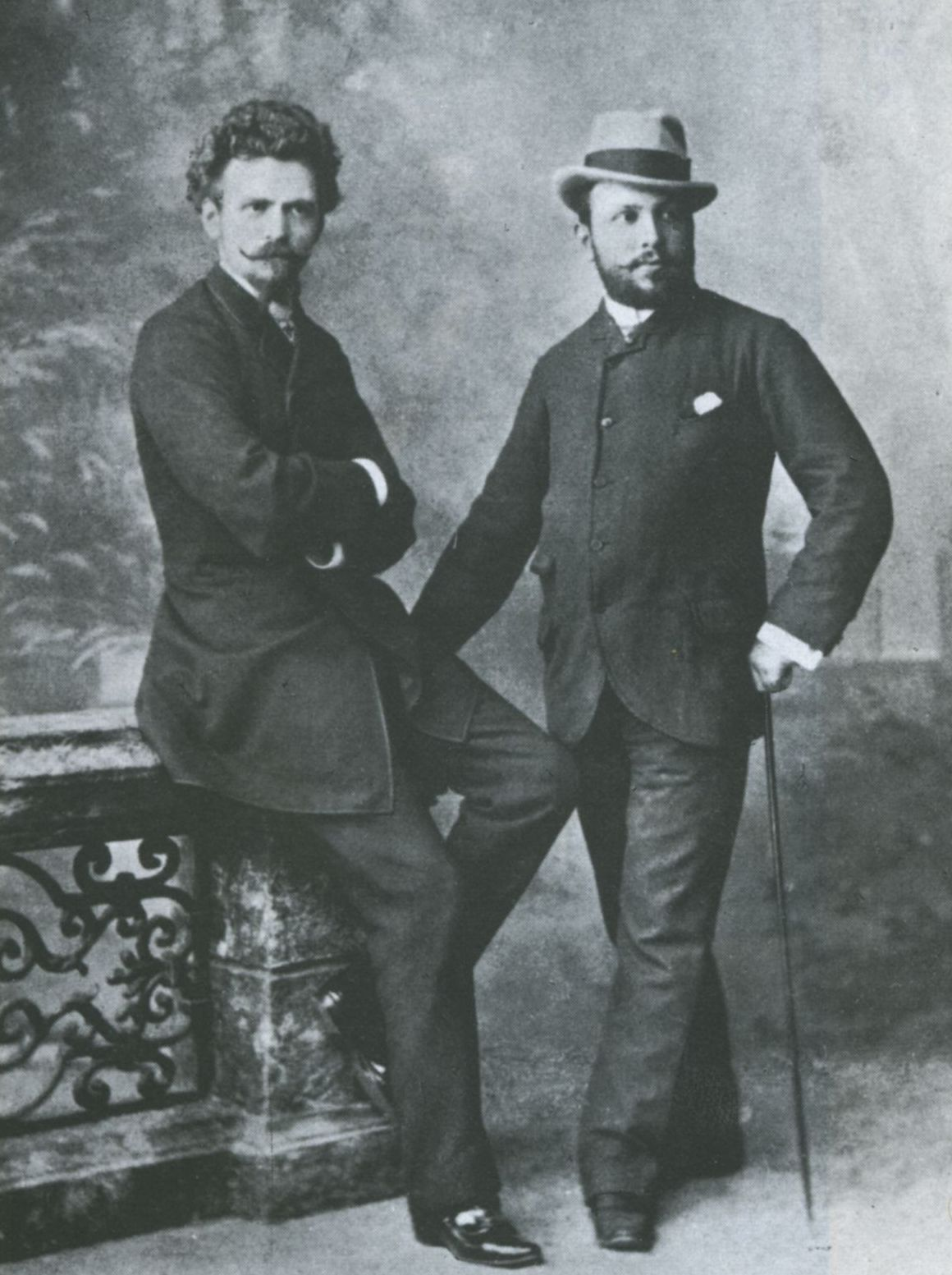
Jenő Hubay i Viktor Herzfeld a la dècada de 1890

A la primavera de 1878, va arribar a París amb una carta de recomanació de Ferenc Liszt. Inicialment, va rebre l'assistència de Camille Saint-Saëns, després de Béla Csillag, un empleat de banca que vivia a París. A través d'ell, va conèixer els membres de la taula hongaresa del Grand Café: Lajos Deák-Ébner, József Rippl-Rónai i Tivadar Feledi-Flesch. El jove artista –que aleshores havia adoptat el nom de Jenő Hubay, tot i que no va rebre permís per canviar-se el nom fins més d'un any després, el novembre de 1879– va passar els primers mesos a París com un autèntic calvari. Amb el seu francès deficient, inicialment va tenir dificultats per fer-se entendre. A finals d'any, Liszt també va arribar a París i va presentar el jove artista al llavors propietari de l'empresa de fabricació d'arpes i pianos Érard, al saló de la qual va conèixer els grans de la literatura i la música franceses: Victor Hugo, Charles Gounod, Ambroise Thomas i Édouard Lalo.
Un punt d'inflexió en la seva carrera va arribar quan va decidir visitar Henri Vieuxtemps, un antic professor dels conservatoris de Sant Petersburg i Brussel·les i un músic cèlebre a tota Europa durant la primera meitat del segle. El professor malalt, reconeixent el talent de Hubay, el va acceptar com a alumne seu.
Mentrestant, Károly Aggházy, també alumne de Liszt, havia arribat a París, a qui havia conegut al concert de Hubay a Szeged. Seguint el consell de Vieuxtemps, van decidir organitzar un concert conjunt al saló d'Érard el 22 de gener de 1879. Van convidar tots els seus coneguts parisencs, principalment membres de la Societat Hongaresa de París, dirigida per Munkácsy i Mihály Zichy. A l'esdeveniment també van assistir crítics musicals dels diaris parisencs. Aggházy va interpretar obres de Liszt i Chopin, i Philippine Lévy va cantar cançons i àries d'òpera. Hubay i Aggházy, d'acord amb la moda de l'època, només van interpretar el segon i tercer moviments de la Sonata a Kreutzer de Beethoven, així com la Balada i Polonesa de Vieuxtemps, i la Fantasia Hongaresa de Károly Huber i la seva paràfrasi de l'obertura de Rákóczi. Tant el públic com la crítica van elogiar l'art dels dos joves hongaresos, i als diaris van aparèixer crítiques favorables sobre tots dos. Van guanyar una gran popularitat, i es considerava tan de moda convidar-los que de vegades actuaven en dues o tres "vegades" al vespre en salons de cavallers.
El març del primer any de Hubay a París, un cop terrible va colpejar Hongria: les inundacions de Szeged de 1879. L'ambaixador de la monarquia a París va organitzar dues matinées musicals en benefici de les víctimes de les inundacions, que van ser inaugurades per Hubay i Aggházy. Després d'això, per iniciativa pròpia, van oferir un altre concert el 20 d'abril, els beneficis del qual també es van donar a les víctimes de les inundacions.
Després del cansat primer any, Hubay va decidir tornar a casa durant uns mesos per descansar. També va convèncer Aggházy perquè visités casa, però fins i tot després de la seva arribada no van tenir pau. La premsa de Pest va informar fidelment dels seus concerts a París, i els dos artistes van rebre invitacions del camp una rere l'altra. Així, després d'un descans de sis setmanes, van seguir una sèrie de concerts de gairebé cinc mesos de durada. Hubay i Aggházy van donar concerts dues vegades a Székesfehérvár, Csurgó, Szolnok i Szekszárd, i un concert cadascun es va fer a Apatin, Szentes, Pécs, Karcag, Balassagyarmat, Vác, Eger, Miskolc, Ungvár, Marosvásárhely, Cluj-Napocaly, Timur Srduz, Cluj-Napocaly,-U. Arad, Nagyvárad, Jászberény i diverses altres ciutats petites i grans. A l'agost, els dos joves artistes van interrompre la seva reeixida sèrie de concerts per participar al festival Arrogante que se celebrava a la capital, a l'illa Margarida. Amb els beneficis, tenien la intenció d'ajudar els familiars de la tripulació del cuirassat francès Arrogante, que havia explotat en aquell moment, per tal de correspondre al concert celebrat a la Gran Òpera de París en benefici de les víctimes de les inundacions a Szeged, enmig d'un luxe inigualable. Una delegació francesa de cinc membres i diversos hongaresos que hi vivien van arribar de París per al festival, incloent-hi Mihály Munkácsy i molts representants destacats de la vida artística i política francesa, com ara Charles Gounod, Léo Delibes, Jules Massenet i Camille Saint-Saëns. Després del festival Arrogante, Hubay i Aggházy van continuar la seva gira de concerts nacional, principalment a les ciutats de Transsilvània (Cluj-Napoca, Târgu Mureș).
Després d'una llarga gira de concerts per Hongria, els dos artistes van tornar a París. El duet Hubay-Aggházy va oferir el seu tercer concert independent a París el 29 de gener de 1880 i va continuar actuant en salons aristocràtics. Hubay va tocar extensament a les cases de Charles-Marie Widor, Édouard Lalo i Benjamin Godard, i es va reunir sovint amb Charles Gounod, Gabriel Fauré, André Messager (més tard director de la Grand Opera) i Camille Saint-Säens. Va actuar diverses vegades a la Société Nationale de Musique, on els compositors francesos van estrenar les seves obres. L'ambaixada de la monarquia a París va acollir una recepció l'1 de maig, la part musical de la qual va ser composta per Jenő Hubay; el punt culminant del programa va ser una vegada més l'actuació d'Aggházy i Hubay, que va ser batejat com el Franz Liszt del violí.

## Concerts a Londres

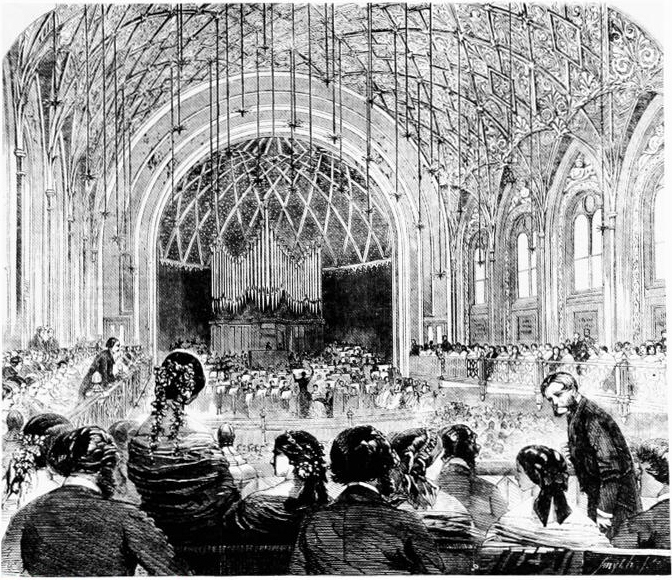
St James's Hall.

Els dos músics van ser convidats a Londres el 1880, on van actuar en un concert a gran escala celebrat al St James's Hall, juntament amb Marcella Sembrich i Mária Albani, així com Sarah Bernhardt. Els Hubay van interpretar paràfrasis de cançons populars sota el títol de Melodies Nacionals Hongareses. La seva actuació va ser un gran èxit, i la premsa va qualificar Hubay de violinista miraculós. Com a resultat, van actuar en diversos altres concerts durant les setmanes següents. En aquell moment, els favorits de Londres incloïen sis estudiants d'Uppsala que cantaven cançons populars escandinaves i cançons populars sota el nom de "The Swedish Vocal Sextet". Veient la creixent popularitat dels Hubay, es van oferir a organitzar concerts conjunts, cosa que es va dur a terme cinc vegades. Les experiències dels dos artistes a Londres van incloure un concert privat celebrat al palau de Lord Paget, que estava relacionat amb la família reial anglesa, i l'hereu anglès al tron -el futur Eduard i la seva esposa Alexandra i en honor de la parella reial grega que estava relacionada amb ells. El concert va ser precedit per un sopar de gala, i el programa només va comptar amb un cantant, el primer tenor de Covent Garden, a més dels dos músics hongaresos. El número d'obertura dels Hubay va ser la Suite de Károly Goldmark, que, com els números solistes que van seguir, va ser un gran èxit. Les obres hongareses que es van interpretar cap al final del concert van ser escoltades amb especial interès pel Príncep de Gal·les, i els artistes van haver de complementar el seu programa amb més peces hongareses. Tanmateix, van quedar seriosament sorpresos quan la Princesa de Gal·les els va demanar que toquessin el Vals del Danubi Blau de Johann Strauss el Jove, perquè "ningú el pot interpretar tan bé com els artistes hongaresos". Els dos músics no van poder fer res més que improvisar una paràfrasi del vals que no havien tocat mai abans, despertant el delit de la distingida companyia.
Els Hubay van marxar de Londres a principis d'agost, pensant que aprofitarien els seus èxits d'estiu la temporada següent. Es van equivocar: no van actuar junts diverses vegades a la capital britànica, on Hubay va tornar gairebé tres dècades després. La seva següent destinació va ser Brussel·les: la direcció de l'Exposició d'Art i Comerç els havia contractat per fer set concerts de tarda. Als concerts celebrats entre el 18 i el 24 d'agost, van presentar, entre altres coses, un programa hongarès i un de francès, i van elaborar programes separats d'obres de Liszt i Vieuxtemps.

## Retorn a París, mort de Vieuxtemps
Des de Brussel·les, els Munkácsys van viatjar al castell de Luxemburg, on van gaudir de gairebé dos mesos de descans tranquil a casa del gran pintor hongarès. Hubay només estava preocupat perquè, malgrat els seus èxits a les dues ciutats del món, París i Londres, encara no havia aconseguit colar-se al programa dels concerts de Pasdeloup, que eren els més populars de París. Durant els seus primers èxits, Vieuxtemps va intercedir amb Jules Pasdeloup, però el director d'orquestra, de boca tancada i auster, el va rebutjar arrogantment, dient que només artistes de fama mundial actuaven amb ell. Tanmateix, l'oportunitat no va trigar a arribar. Un dia, entre les moltes partitures de la Sra. Munkácsyné, Hubay va trobar un fragment per a piano de l'òpera Le roi de Lahore del llavors compositor d'òpera extremadament popular Jules Massenet. Va escriure una suite amb les seves melodies més belles i, quan va tornar a París, la va mostrar al compositor. Massenet, que ja era membre de l'Acadèmia Francesa de Belles Arts, va escoltar l'obra amb gran admiració i va decidir organitzar-la perquè s'inclogués als concerts de Pasdeloup.
A París, va conèixer el violoncel·lista hongarès Vilmos Hegyesi, que anteriorment havia estat membre del Quartet de Corda de Florència i més tard havia esdevingut professor al Conservatori de Colònia. Els tres músics van participar en moltes actuacions junts.
Vieuxtemps va viatjar a Algèria per rebre tractament mèdic. Hubay i Aggházy també hi van viatjar per visitar el seu mestre. Van fer diversos concerts privats a Alger, i Vieuxtemps va ser present al seu primer concert públic. El compositor, que ja era gran, va morir poc després. Hubay, a petició de la família, va romandre a Alger durant un temps per organitzar el llegat musical de Vieuxtemps. Els dos músics hongaresos van tornar d'Àfrica en una terrible tempesta: el terrible viatge va durar trenta hores. Hubay va jurar llavors que no tornaria a anar al mar. Aquesta va ser una de les principals raons per les quals més tard es va negar a anar a Amèrica, i va rebutjar les ofertes dels empresaris una rere l'altra.
Després del seu viatge de tornada, Aggházy va tornar a Budapest, i Hubay a Dunaharaszti, on el seu pare tenia una casa d'estiu. Aquí va arranjar el 7è Concert de Vieuxtemps i la seva pròpia Suite. Va escriure un article sobre les obres restants de Vieuxtemps per a la revista alemanya Musikwelt. Vieuxtemps va publicar les seves cartes a ell al número de setembre de la revista musical francesa La Renaissance Musicale.
Hubay va tornar a París a la tardor, aquesta vegada sense Aggházy. Només va actuar en un concert i després va viatjar a Brussel·les, on se l'esperava amb gran interès: Vieuxtemps ja l'havia recomanat per al lloc vacant de professor de violí al conservatori. Tot i que ja havia fet concerts a la capital belga, el seu debut oficial no va tenir lloc fins al 14 de desembre de 1881. A partir d'aleshores, es va convertir en un gran favorit del públic i la premsa. L'únic obstacle per al seu nomenament va ser que el Ministeri de l'Interior belga volia que l'artista hongarès adquirís la ciutadania belga. Hubay no volia ser deslleial al seu país a cap preu, i per això va ser necessària la intervenció de François van Hal, un entusiasta mecenes de la música belga i posteriorment bon amic de Hubay, per resoldre el problema. A petició de Van Hal, l'enviat de la monarquia a Brussel·les es va dirigir al Ministre de l'Interior, que va renunciar al requisit de la ciutadania belga. El seu nomenament oficial va tenir lloc el 8 de febrer de 1882: Jenő Hubay, de vint-i-tres anys, va succeir Henri Vieuxtemps i Henryk Wieniawski com a professor del Conservatori de Brussel·les.

## Professor de violí a Brussel·les

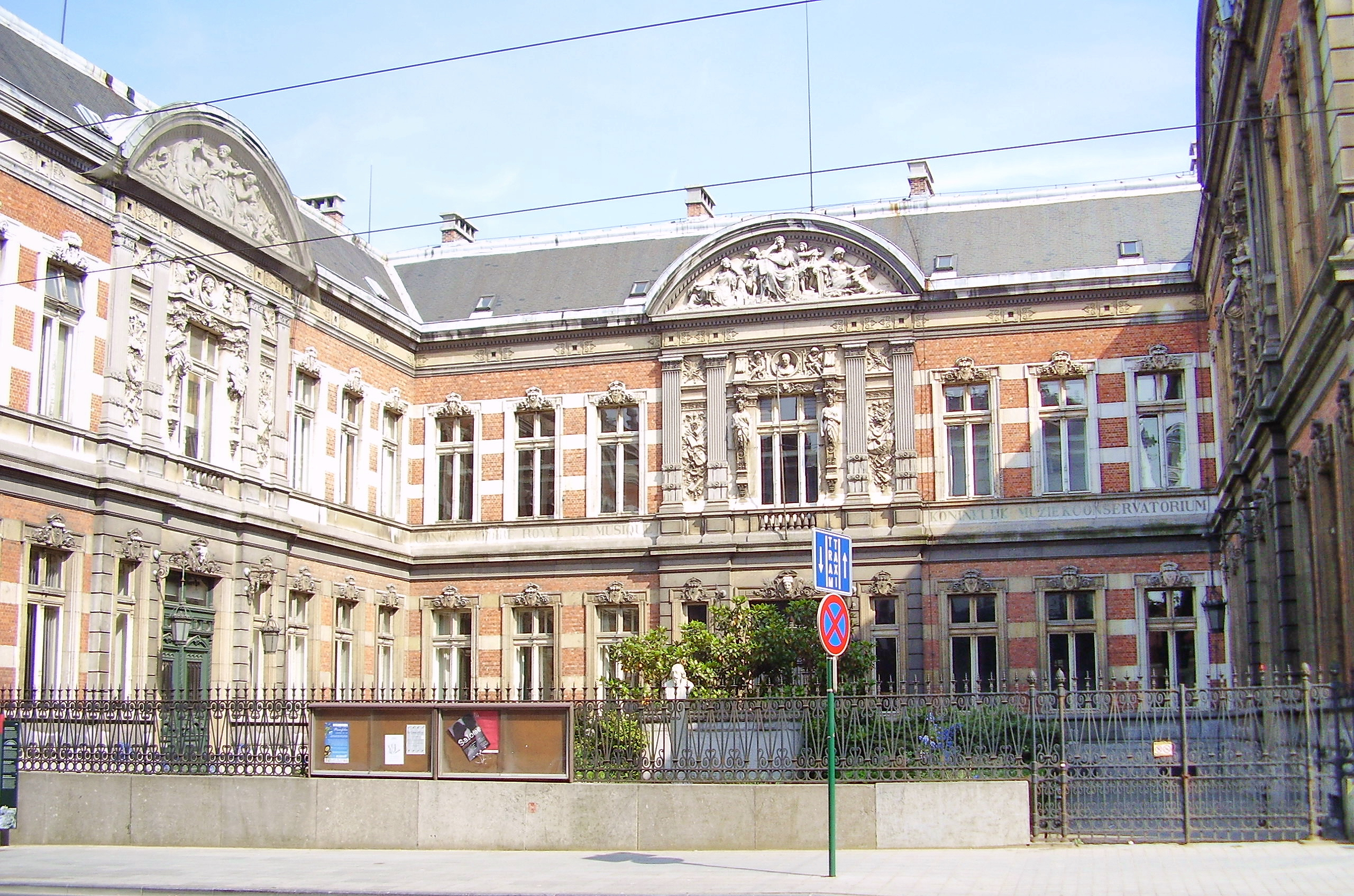
Conservatoire royal de Bruxelles.

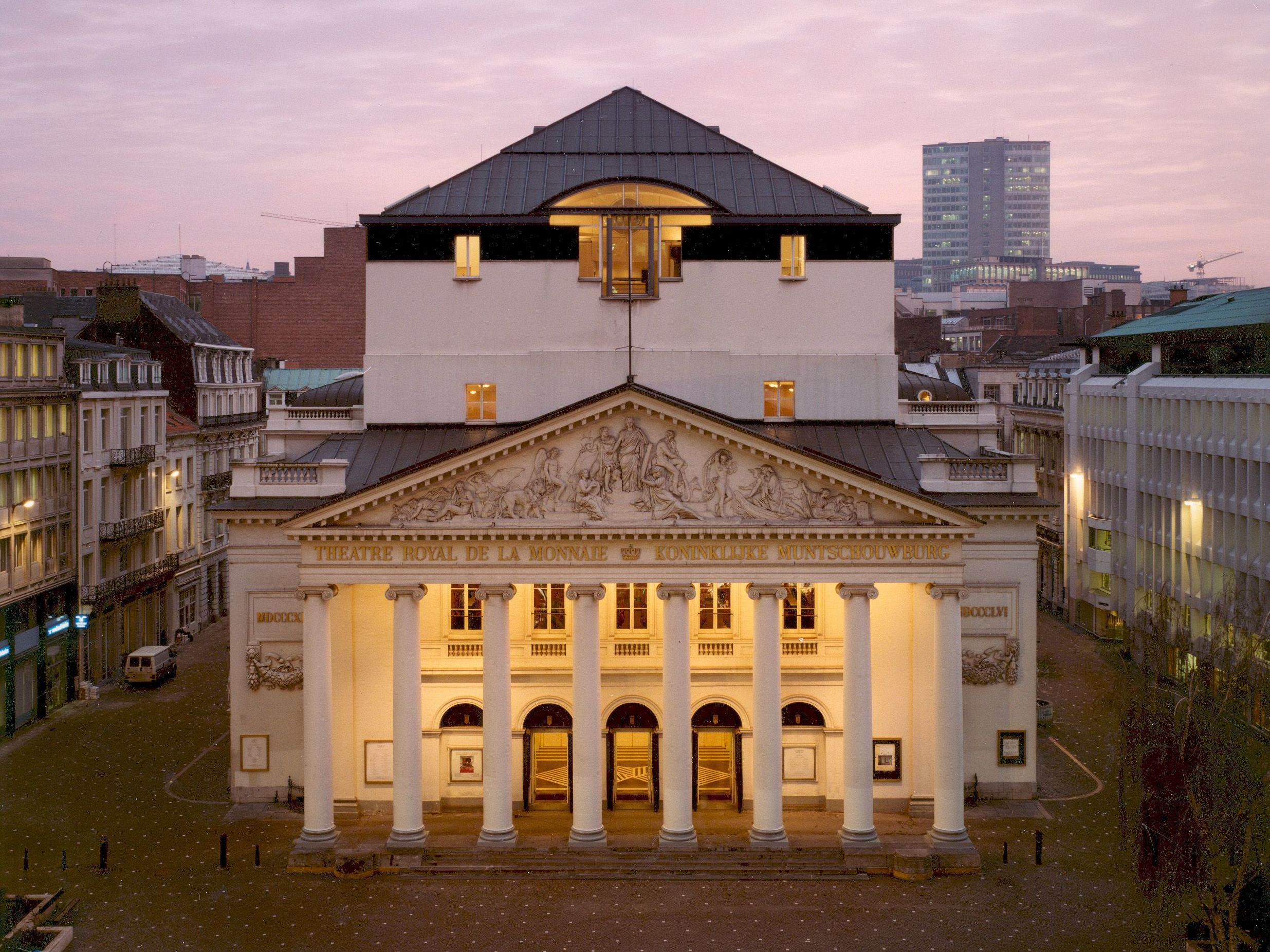
La Monnaie De Munt

Durant l'època de Hubay, el director del Conservatori de Brussel·les era el compositor François-Auguste Gevaert, considerat la figura musical belga més influent de l'època. Animat per Gevaert, Hubay ja havia organitzat un quartet de corda l'any del seu nomenament, en què alternava tocar el primer violí amb el professor Jean-Baptiste Colyns, que tenia uns cinquanta anys. Colyns ja havia dirigit una de les classes de violí durant l'època de Vieuxtemps i Wieniawski. El segon violinista del quartet de corda era Désiré Van Styvoort, i el violoncel·lista era l'esmentat Joseph Servais. El conjunt va debutar a la tardor de 1882 amb dos dels quartets de corda de Beethoven. Van ser un gran èxit, cosa que va impulsar Gevaert a sol·licitar immediatament finançament estatal per continuar les vetllades de quartet de corda. Va obtenir la subvenció estatal per als Hubay, amb la condició que interpretessin cada obra dues vegades. Els quartets de Beethoven es van dividir en quatre vetllades; per als seus concerts se'ls cedia la gran sala del conservatori, amb capacitat per a 1.400 persones, i mil francs per vetllada. Un altre professor de la universitat, Cornelius, també organitzava vetllades de quartet de corda a la petita sala del conservatori: el seu conjunt s'anomenava le petit quattuor, en contrast amb "le grand quattuor" de Hubay. El quartet Hubay es va popularitzar ràpidament, apareixent sovint en vetllades en clubs i amants de la música rics. Hubay també va participar en la vibrant vida musical de la ciutat com a solista, l'eix vertebrador de la qual era l'Òpera de Brussel·les, els quatre concerts de l'orquestra Théâtre de la Monnaie i quatre concerts d'un conjunt format per professors i estudiants del conservatori.
En els seus mesos lliures, Hubay va oferir una sèrie de concerts orquestrals, no només a Bèlgica, sinó també a França i fins i tot als Països Baixos. Només tenia sis hores setmanals al conservatori, així que treballava al parc del Bois de la Cambre en el seu temps lliure. Sota els arbres del Bois, va escriure el gran èxit Concert Dramatique, la Sonate Romantique i la Simfonia núm. 1 per a gran orquestra. Va compondre diversos cicles de cançons a Brussel·les sobre poemes de Victor Hugo, Lucien Paté, Sully Prudhomme i Elena Văcărescu, i allà va començar a ambientar l'òpera Merlí, el Bruixot, d'Edmond Haraucourt. Aquesta es va representar més tard a Budapest amb el títol Alienor.
Amb prou feines quatre mesos després del seu nomenament, el maig de 1882, Hubay va poder tornar a veure Franz Liszt, i es van celebrar celebracions musicals en honor seu a Brussel·les i Anvers. Hubay va tornar a actuar amb el gran compositor, i van participar en vetllades i excursions junts. En marxar, Liszt va abraçar Hubay i va expressar la seva alegria que el seu jove compatriota hagués estat col·locat en una posició tan honorable.
El 1883, Hubay va oferir vetllades de sonates al Palais des Beaux-Arts de Brussel·les, amb el pianista Józef Wieniawski, el germà petit de Henryk, que també era professor al conservatori. L'any següent, va visitar París dues vegades: al març, va interpretar el Concert per a violí en fa sostingut menor de Vieuxtemps, al desembre, el Concert per a violí d'Antonio Bazzini i una de les seves pròpies escenes d'hostal. Al març, va actuar per última vegada sota la direcció de Pasdeloup, que després va cedir la direcció de l'orquestra al bon amic de Hubay, Benjamin Godard. Entre els esdeveniments de 1884 hi va haver el concert festiu del conservatori amb motiu de la visita del Príncep de Gal·les, en què el Quartet de Corda Hubay va interpretar obres de Wolfgang Amadeus Mozart i Felix Mendelssohn Bartholdy. Després del concert, Gevaert va presentar els artistes a Carles II, el rei Leopold II de Bèlgica, que els va felicitar calorosament juntament amb el Príncep de Gal·les. L'altre esdeveniment va ser el Concert Rubinstein a Anvers, on Hubay va actuar com a solista i com a primer violinista del quartet de corda.
El 20 de desembre de 1885, durant l'assaig del quartet de corda, va arribar un telegrama del Dr. Károly Hubay, germà de l'artista, informant-lo que el seu pare estava malalt. Una hora més tard, un segon telegrama va portar la notícia de la mort de Károly Hubey. Hubay va viatjar a casa per al funeral, però només va passar uns dies a Budapest.
Unes setmanes més tard, el 10 de gener de 1886, va estrenar el seu primer concert per a violí, el Concerto dramàtic, al Théâtre de la Monnaie de Brussel·les. La premsa belga va elogiar l'artista i la seva obra. En aquell moment, Hubay havia format un trio de corda amb Józef Wieniawski i el violoncel·lista Jacobs, i amb aquest conjunt va oferir diversos concerts a Brussel·les i altres ciutats belgues. El repertori del quartet de corda també es va ampliar i, amb la participació d'altres professors universitaris, van interpretar les obres més famoses de la literatura de música de cambra, inclòs el Septet de Beethoven.
L'artista va rebre un gran honor hongarès: l'Associació Nacional Hongaresa de Cant el va elegir director nacional en lloc del seu difunt pare. La decisió va ser portada oficialment a l'atenció de Hubay pel president Ede Bartay i el secretari Kornél Ábrányi. El ministre de Cultura Ágoston Trefort va instruir el vicepresident de l'Acadèmia de Música, János Verebi Végh Jr., perquè negociés amb Hubay les condicions per al seu retorn a casa. L'artista va demanar temps per pensar, ja que en assumir el càrrec de professor acadèmic no només hauria de renunciar al seu distingit càrrec, sinó també al gran grau de llibertat que se li havia atorgat per a la seva feina com a compositor. Finalment, Hubay va decidir tornar a casa. Després d'això, va visitar Budapest el març de 1886 i va actuar al concert de la Filharmònica el dia 17. Com que no havia tocat a la capital hongaresa des de la tardor de 1879, la seva aparició es va considerar un debut. Hubay esperava que el seu retorn l'acostés a Franz Liszt, però el destí va decretar que el gran compositor morís el 31 de juliol.
Hubay va fer el seu últim examen a Brussel·les el juny de 1886. Set dels seus alumnes van guanyar primers premis, inclòs el violinista neerlandès Bram Eldering, que més tard es va convertir en el violista del quartet de corda Hubay-Popper. Hubay va mantenir el contacte amb Brussel·les, Gevaert, els seus companys professors que vivien a la capital belga, els seus antics alumnes i, sobretot, el seu bon amic, l'amant de la música i col·leccionista d'instruments Van Hall. Sempre parlava de Bèlgica com la seva segona pàtria.

## Retorn a Budapest
Jenő Hubay, de 28 anys, va substituir el seu pare, que havia estat nomenat membre de l'Acadèmia de Música el 1884. El seu retorn a casa va arribar en un moment molt afortunat per a la seva carrera musical. L'Acadèmia de Música ja feia més d'una dècada que funcionava, cosa que el situava al capdavant del departament de violí; dos anys abans, el setembre de 1884, s'havia inaugurat el Teatre de l'Òpera, que li va donar l'oportunitat de presentar les seves composicions, i l'orquestra del qual va adoptar oficialment el nom de "Societat Filharmònica formada pels membres del Teatre Reial de l'Òpera Hongaresa" com a conjunt de concerts el març de 1886. El Vigadó de Pest va obrir les portes el 1868, proporcionant un marc adequat per organitzar concerts. A més, Hubay va ser elegit director nacional per l'Associació Nacional de Cant a l'hivern de 1885. Tanmateix, les dificultats van sorgir en abundància: tal va ser principalment el domini de la llengua alemanya en l'educació musical i en l'orquestra d'òpera. El professorat de la universitat estava format principalment per austríacs i txecs, alguns dels quals ni tan sols volien aprendre hongarès. El primer professor de composició, Róbert Volkmann, famós per les seves serenates de corda i música de cambra, volia conscientment seguir sent un artista alemany. L'esperit de la música alemanya també va ser difós per Viktor Herzfeld, que va néixer a Bratislava però va arribar a Pest des d'Alemanya i va tocar el segon violí al quartet de corda de Hubay durant dos anys, i per János Koessler, successor de Volkmann, que va proporcionar una base sòlida per a les activitats de composició d'Ernő Dohnányi, Béla Bartók i Zoltán Kodály, però amb el seu respecte incondicional per Brahms i la seva actitud anti-Liszt, també representava l'esperit alemany. Jenő Hubay, que parlava bé hongarès, alemany i francès, va ser capaç de fer-se entendre des del punt de vista lingüístic per tots els membres del professorat, però va tenir dificultats per aconseguir la seva posició sobre la qüestió de fer que la vida musical i l'educació musical fossin més hongareses. Va trobar dos aliats. Un d'ells va ser el compositor Ödön Mihalovich, que va néixer a Eslavònia però va estudiar a Pest a partir del 1855, i tot i que va seguir sent un fervent seguidor de Wagner fins a la seva mort, es considerava un compositor hongarès i va escriure diverses obres sobre temes hongaresos. El seu altre aliat va ser el seu germà, el Dr. Károly Hubay, un advocat que es va convertir en un entusiasta defensor dels esforços de magiarització. Com a director de l'organització de concerts i editorial musical Harmónia Rt., fundada el 1881, va intentar eliminar la llengua alemanya dels anuncis i dels fullets de programes. Va publicar obres hongareses i les va programar tantes vegades com va poder. Harmónia va publicar les obres corals de Hubay, cors masculins a quatre veus, òperes i cançons escrites amb textos hongaresos, mentre que les seves obres per a violí van continuar publicant-se principalment a l'estranger.
Després del seu retorn a casa, Hubay va fer la seva primera aparició pública al festival de cançons de la Societat Coral Nacional celebrat a Pécs entre l'11 i el 16 d'agost. Hi van participar uns mil cantants, i Hubay, el director nacional, va ser inclòs naturalment al jurat. El 12 d'agost, els cantants van competir amb el cor masculí de Hubay, A magyarok Istene, escrit amb un text de Petőfi, i després, el 13 d'agost, van interpretar els seus propis números escollits lliurement. Les obres d'Erkel, Liszt i altres interpretades al programa del dia 14, inclòs el seu propi cor, Sóhajtás, van ser ensenyades i dirigides per Hubay. L'obra coral per a baríton sol, escrita amb un text de József Bajza, va ser un gran èxit.

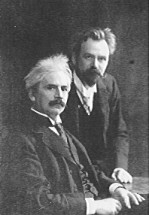
Jenő Hubay i Dávid Popper

## El Quartet de Corda Hubay-Popper
A la tardor de 1886, Hubay va fundar un conjunt de música de cambra amb Dávid Popper. Durant dos anys, Viktor Herzfeld, que més tard seria professor de teoria musical a l'Acadèmia Liszt, va tocar com a segon violí, i Bram Eldering, alumne de Hubay a Brussel·les, va ser el seu viola. Els dos pilars del quartet de corda, que van actuar junts regularment fins al 1903, van seguir sent Hubay i Popper. El segon violí va ser assumit pel concertino de l'Òpera Vilmos Grünfeld el 1888, per József Bloch, que més tard seria professor de l'acadèmia de música, el 1889, i després per dos dels alumnes de Hubay: János Farkas el 1894 i Rezső Kemény el 1895, que més tard seria professor de l'acadèmia de música. Del 1893 al 1898, József Waldbauer va tocar la viola, i després Gusztáv Szerémi, que més tard es va convertir en el cap de la secció de violes de l'òpera i el professor de viola de l'acadèmia de música. La banda va continuar tocant amb la formació Hubay-Kemény-Szerémi-Popper fins a la mort de Popper.
El Quartet de Corda Hubay-Popper va oferir el seu primer concert el 24 d'octubre de 1886 a la petita sala de Vigadó. La notícia del nou conjunt i la seva excel·lent musicalitat es va estendre gairebé a l'instant, i els membres van actuar en nou ciutats importants (Pécs, Košice, Miskolc, Debrecen, Arad, Timisoara, Lugos, Cluj-Napoca, Nagyvárad) el mes següent al seu debut, el novembre de 1886. Hubay va tenir un gran èxit en atreure Johannes Brahms de tornada a Budapest. El primer concert de Brahms del quartet de corda es va celebrar el 23 de desembre de 1886, en què el mateix Brahms va interpretar la seva Sonata per a violoncel en mi menor, i els cantants d'òpera van cantar cançons. El públic els va donar una acollida entusiasta. Brahms va visitar la capital hongaresa quatre vegades més després d'això.

## La seva tasca com a organitzador musical i els seus concerts

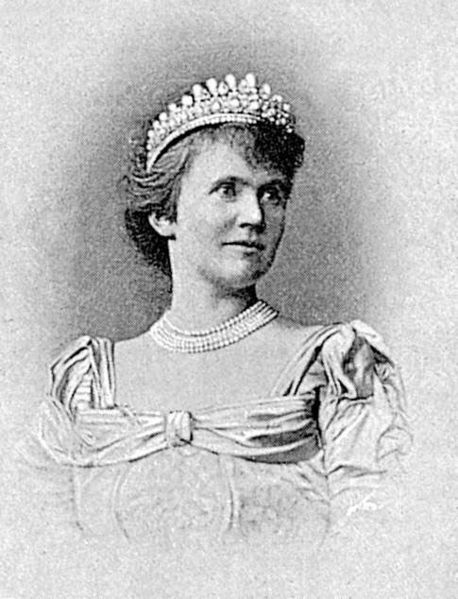
Reina Elisabet de Romania

Els anys passats a França i els contactes que hi va fer van permetre a Jenő Hubay emprendre una empresa única l'any següent al seu retorn a casa: el febrer de 1887, va organitzar un festival hongarès a Angers, a la vora del Loira, amb l'objectiu de popularitzar la música hongaresa a l'estranger. El programa va ser compilat per Hubay a partir d'obres de compositors hongaresos: Ödön Mihalovich, Sándor Bertha, Károly Goldmark, Géza Zichy, Ferenc Liszt, i les seves pròpies. Hubay va interpretar el seu propi Concert dramàtic i la Plevna-nóta, i el públic el va celebrar entusiasmadament després de cada número.
Després del festival, va seguir un període tranquil, durant el qual Hubay es va dedicar a l'ensenyament i la composició. El 1888, la Filharmònica va presentar la seva Primera Simfonia, i després va viatjar a Viena, on el públic el va aplaudir amb entusiasme, però els crítics es van mostrar reservats sobre el seu art. Al març, Hubay, acompanyat per Géza Zichy, va emprendre una gira de concerts benèfics per Àustria i Itàlia. Al seu concert al Teatro Costanzi de Roma, va aparèixer tota la cort, encapçalada per la reina italiana, a qui van ser presentats els artistes. A l'abril, va visitar París, on va oferir un concert a la Salle Érard. Després del concert, Munkácsy va oferir una vetllada en honor seu. Hubay va interpretar un o dos números del seu programa hongarès, i un artista de la Grand Opera va cantar cançons de Hubay compostes amb poemes d'Elena Văcărescu, la dama d'honor de la reina romanesa. A través de la cortesana-poeta, la reina Elisabet de Romania (que va publicar els seus poemes amb el pseudònim Carmen Sylva) va convidar el seu "artista hongarès preferit" al seu palau, Sinaia. A finals d'any, Hubay va oferir un concert a Viena, interpretant les sonates per a piano de Brahms.
Jenő Hubay va passar l'any 1889 a casa seva, excepte la seva visita a París al maig. Joachim, que havia visitat Budapest per última vegada feia uns deu anys, el va visitar al febrer durant els anys de Hubay a París. A més de la seva vetllada en solitari, va actuar en dos concerts més: la vetllada de cambra del 8 de febrer i el concert orquestral del 12 de febrer. El Vigadó estava ple en ambdues ocasions. A la vetllada de cambra, Joachim va actuar amb els músics del quartet de corda Hubay-Popper. Només els concerts de Brahms van donar al conjunt un reconeixement comparable. A principis de maig, Hubay va oferir un concert a París, a la Salle Pleyel, amb obres de Bach i Vieuxtemps, així com les seves pròpies obres. L'agost de 1889, va participar a la celebració de Szeged de l'Associació de Cantants Hongaresos. A causa d'insatisfaccions prèvies, els líders de l'associació, inclòs Hubay, van dimitir. Hubay es va separar definitivament de la Societat Coral Nacional Hongaresa, però no del moviment cantant. Al setembre, la Societat Coral d'Uzhhorod el va convidar a una celebració de tres dies amb motiu del seu 25è aniversari, en la qual es va homenatjar extensament l'antic director nacional.
Hubay va visitar Sofia i Constantinoble el febrer de 1890, i va tenir un gran èxit en ambdós llocs. Després va viatjar a Frankfurt i després a Brussel·les per visitar amics. Al novembre, va emprendre una gira d'un mes per les ciutats de Rússia i Finlàndia.
L'any 1891 va ser un esdeveniment significatiu per a Hubay quan la música de cambra i el quartet de corda es van introduir a les assignatures que s'ensenyaven a l'Acadèmia de Música, i se li va confiar la seva docència. També aquell any, el 5 de desembre, es va estrenar a l'Òpera la seva primera òpera, Alienor. L'obra, que evoca el món de la melodia i l'harmonia de Wagner, i el protagonista de la qual és Merlí, el mag, va ser rebuda favorablement, però es van destacar les debilitats del llibret. El gener de 1892, Joachim va visitar de nou Budapest i va oferir un concert amb el quartet de corda de Hubay. A finals de febrer, Hubay va viatjar a Alemanya, on va presentar el seu Concert dramàtic a Hamburg i Berlín. Després dels concerts a Alemanya, va fer una gira de concerts pel país amb el pianista Alajos Bodó. Va passar l'estiu component El violinista de Cremona: segons informació de Pester Lloyd a l'agost de 1892, va completar la seva obra a Ostende. A l'hivern de 1892–93 va oferir dos concerts a Brussel·les i després va fer una gira de música de cambra (Gant, Lieja, Anvers, Oostende). Després va viatjar a Alemanya, on va oferir una sèrie de vetllades orquestrals a Frankfurt, Mainz, Colònia, Wiesbaden i finalment a Ginebra, Suïssa. Allà va causar una impressió tan profunda en els professionals i el públic que li van oferir el càrrec vacant de director del conservatori, que naturalment no va acceptar, al·legant les seves obligacions a Hongria. Després de Ginebra, va oferir concerts a Lió, després va viatjar a Normandia i, d'allà, a Moscou, Nijni Nóvgorod i Sant Petersburg, on va ser contractat per a nou actuacions. Després va viatjar a Brixen, on va passar un mes en companyia del seu llibretista, la poetessa Janka Wohl, basant-se en els esbossos de la qual va escriure una "novel·la musical" per a violí titulada Atair, en cinc capítols. La "novel·la musical" que consta dels moviments "Caprici de dona" - "Invocatio" - "Lídercfény" - "Confessió" - "Szerelemittasan" va ser publicada per l'editorial musical Hainauer de Boroszló el 1893.
El febrer de l'any següent, Hubay va oferir un altre concert a Viena. Al març, va visitar Boroszló i després Praga. L'acte de cloenda de la temporada de concerts de Budapest de 1893–94 va ser el concert de Jenő Hubay a la petita sala de Vigadó, on, a més de l'Ördögtrillä de Giuseppe Tartini, l'artista va interpretar exclusivament les seves pròpies obres: la Sonate romantique escrita a Brussel·les el 1884, la "novel·la musical" Atair composta amb el text de Janka Wohl i la 7a escena de la posada teixida amb les melodies de la nota de Kossuth.

## El seu matrimoni
L'any 1894 va marcar un punt d'inflexió en la vida de Hubay: es va casar amb Róza Cebrián. La noia era d'ascendència aristocràtica, educada i tenia bons talents musicals. Va assistir a tots els concerts importants i, a finals dels vuitanta, va conèixer la professora de l'Acadèmia de Música, mundialment famosa i de renom europeu, que tenia una llarga trajectòria ja quan era jove, i que havia viatjat pel món i era ben coneguda en els cercles aristocràtics de la capital des del seu retorn. Tocava bé el piano i cantava amb una veu sonora. Es va sentir honorada que el professor, que era dotze anys més gran que ella, estigués disposat a tocar música de cambra amb ella. Va practicar diligentment les sonates de Beethoven i Grieg prescrites per Hubay. La seva atracció mútua es va fer evident a principis de la dècada de 1890, i Hubay va decidir demanar-li matrimoni al pare de Róza, el comte László Cebrián. El pare va rebutjar Hubay, però no va aconseguir impedir el matrimoni de la seva filla. Després de tres anys d'espera, com si fos demostrativament en el primer moment permès per la llei, el dia del vint-i-quatre aniversari de Róza, a primera hora del matí, a l'església parroquial de Losonc, el compositor va conduir la seva núvia a l'altar. El seu testimoni va ser el cònsol general romanès a Budapest, el príncep Cantacuzino.

## En el punt àlgid de la seva carrera
Mentre que la primera meitat de 1894 va transcórrer en la feliç i emocionant preparació del casament, la segona meitat es va omplir de preparatius per a l'estrena del 19 de novembre de A cremonai hegedűs. El llibret de l'òpera en dos actes, basat en el dramaturg de Francois Coppée, va ser escrit per Henri Beauclair i traduït a l'hongarès per Emil Ábrányi. La seva música va ser un èxit mundial. Malgrat el llibret dramàticament imperfecte, l'obra va ser un èxit indivisible a Hongria i Alemanya, i també es va representar a París, Brussel·les i fins i tot Nova York.
Després del seu matrimoni, Hubay va emprendre la seva primera gira de concerts a l'estranger el gener de 1895, a Alemanya. A la primavera, va ser elegit president de la Societat de Compositors Hongaresos. A l'octubre, va tornar a aparèixer com a convidat a Ostende, i l'any següent va actuar a Suïssa i Alemanya.
El març de 1896, l'Òpera va presentar la seva obra musical A falu rossza, el llibret de la qual va ser escrit per Antal Váradi, basat en l'obra popular d'Ede Tóth, que s'havia representat amb gran èxit. Tanmateix, l'obra de Hubay va ser una decepció: l'obra popular, que havia estat un èxit de taquilla a l'escenari de la prosa, no es va poder adaptar a l'escenari de l'òpera. El públic no estava satisfet amb el fet que Hubay hagués escrit una obra musical de més alt nivell basada en la història del poble. Les melodies del compositor de l'obra popular, Gyula Erkel, que havia estat popular durant vint anys, estaven massa profundament gravades en la consciència pública.
L'any 1896 va portar diversos esdeveniments tristos per a Hubay. El 29 de maig va morir el seu germà gran, Károly Hubay, i unes setmanes més tard va morir el fill primogènit dels Hubay, László. El sistema nerviós de Hubay va quedar tan malmès per dos xocs inesperats consecutius que va quedar prostrat al llit i després va descansar durant molt de temps a Délvidék per recuperar-se de la sèrie de cops.[11]
L'any següent, el 1897, va participar en concerts a Hongria. Aquest any va ser de gran importància en la vida de la família: l'estiu d'aquell any, els paletes van començar a posar els fonaments del Palau Hubay, que s'estava construint al carrer Fő i amb vistes al moll Margit (ara moll Bem). L'edifici es va erigir a la tardor, però els acabats interiors van trigar molts mesos, de manera que l'apartament dels Hubay només va estar llest per ser ocupat a principis d'octubre de 1898. El palau, de construcció luxosa, es va construir completament segons les idees de Hubay. A la primera planta, es va organitzar una sala de música per a concerts a casa, amb canelobres venecians, aplics, un piano blanc i una petita sala d'assaig independent. Aquest palau va proporcionar l'escenari característic de la vida de Jenő Hubay durant els gairebé quaranta anys restants.
Un altre esdeveniment important en la vida de la família va ser el naixement d'Andor Hubay el 1898. El seu germà petit, Tibor, va néixer dos anys més tard.
Entre els tristos esdeveniments de 1899 hi va haver la mort del bon amic de Hubay de Brussel·les, Francois van Hal, que va commocionar encara més Hubay, ja que no havia respost a les cartes del seu amic durant mesos a causa de la seva intensa feina, inclòs el seu concert a París. Quan va sentir que l'Stradivari de Van Hal seria subhastat, va confiar al seu parent, Jenő Farkasházy, la tasca d'adquirir l'instrument del seu amic. Farkasházy va aconseguir comprar l'Stradivari per 25.000 corones.
El treball febril dut a terme al departament de violí de l'Acadèmia de Música durant la segona meitat dels anys noranta va portar el seu primer gran resultat el 1899. Va ser llavors quan el públic de Budapest va conèixer la primera estudiant excepcionalment talentosa de Hubay, Stefi Geyer, considerada una nena prodigi. Tres anys més tard el va seguir Ferenc Vecsey, que va aconseguir un ràpid èxit internacional, i després, a mitjans del segle XX, un dels violinistes més coneguts i celebrats del segle XX, József Szigeti.

## Hubay i Bartók
Hubay també va emprendre una gira de concerts a l'estranger l'any del canvi de segle: a Alemanya, França, Suïssa i Bèlgica. Mentrestant, la junta de l'Orquestra Nacional el va convidar a la vacant de director, però l'assemblea electora del director només va acceptar les seves condicions amb modificacions, i Hubay va retirar la seva candidatura. Amb això, es va separar per sempre de l'Orquestra Nacional, el professorat de violí de la qual havia estat impulsat per Károly Huber a la dècada de 1970, i de la qual el mateix Jenő Hubay va ser examinador permanent fins al canvi de segle.
La gran sensació de 1902 va ser Béla Bartók, qui, amb només vint-i-un anys, va aprendre el poema simfònic Heldenleben (Vida heroica) de Richard Strauss de la partitura i el va tocar de memòria al piano. Hubay va reconèixer immediatament el talent inigualable de Bartók. Tanmateix, el conflicte entre els dos aviat es va fer evident, ja que Bartók era obertament anti-Habsburg, cosa que Jenő Hubay, que acabava de ser guardonat amb la Creu de Cavaller de l'Ordre de Francesc Josep, no va apreciar.
A la primavera de 1903, Bartók va compondre una sonata per a violí i piano, que va presentar a Koessler com a peça d'examen. L'interessant obra, que reflectia la influència romàntica francesa però també portava els trets experimentals del futur, es va interpretar al concert d'examen. Sis mesos més tard, Hubay va acceptar interpretar la sonata en companyia de Bartók al públic en general, expressant així el seu agraïment pel jove compositor i l'obra. La data de l'estrena, que va causar un gran enrenou: 25 de gener de 1904.

## El canvi de segle
A principis de segle, Hubay estava treballant en la seva quarta òpera, Moharózsa. El llibret d'aquesta òpera va ser escrit per György Ruttkay, basat en un conte anglès. A causa del llibret i la música fluixos, l'obra va ser retirada aviat del programa. No va acceptar una invitació del Conservatori de Leipzig el 1903, ni tampoc una oferta del director de la Royal Academy of Music de Londres el 1904 per dirigir el departament de formació de violí de l'institut durant cinc mesos a l'any. No volia renunciar a l'Escola Hubay de Budapest.
El 1903, va tornar a emprendre una gira de concerts a gran escala i, en tornar, va dedicar el seu temps a la composició: volia resoldre el problema del drama musical hongarès modern. L'intent de La desgràcia del poble no va tenir èxit: a la història adaptada del teatre popular, els camperols hongaresos no van trobar el seu lloc a l'escenari de l'òpera. L'Amor de Lavotta, composta entre 1904 i 1905 i representada a l'Òpera el 1906, va ser l'últim intent de Hubay d'escriure una obra musical de temàtica hongaresa. L'òpera, dirigida per István Kerner i basada en un argument de cent anys abans, va ser aviat retirada del programa.
El quartet de corda Hubay-Popper pràcticament va deixar de fer actuacions públiques durant la temporada 1904-1905. El seu paper va ser assumit pel quartet Kemény-Kladivkó-Szerémi-Schiffer, format per estudiants de Hubay-Popper. El 29 de maig de 1907, se li va concedir un títol nobiliari amb el nom de "Szalatnyai".
Per invitació de la Societat Filharmònica, va viatjar a Londres a finals de gener de 1908 per interpretar el Doble Concert de Bach amb Ferenc Vecsey, que encara era considerat un nen prodigi, i per dirigir el Tercer Concert per a violí dedicat a Vecsey. La premsa londinenca va elogiar l'obra de Hubay, la seva interpretació al violí, les seves habilitats de direcció i els seus èxits pedagògics.
Aquest any es va fundar la Societat de l'Orquestra de Professors de l'Acadèmia, amb Jenő Hubay i Dávid Popper com a dos directors, i que va presentar tota una sèrie de noves obres en quatre concerts a l'any. La novetat del concert del 24 de febrer va ser el Quart Concert per a violí de Hubay, titulat Concerto all'antica, dedicat a Stefi Geyer.
Jenő Hubay tenia 52 anys el 1910 i havia estat cap del departament de violí de l'Acadèmia de Música durant 24 anys. També va aprofitar els mesos d'estiu per promocionar la música hongaresa: els seus metges el van enviar a Ostende a repòs, però va dirigir un concert hongarès al Kursaal el juliol de 1910. El programa incloïa obres de Bartók, Dohnányi, Albert Siklós, Leó Weiner i Zichy, així com la seva pròpia Obertura Alienor. A l'agost, dirigint la Filharmònica de Berlín, va dirigir el seu propi Concert núm. 2 (en mi major) a Scheveningen, la part de violí del qual va ser interpretada pel jove József Szigeti. Per cert, Hubay també va passar les vacances d'estiu treballant amb els seus alumnes que el visitaven a Ostende.
Ferenc Martos, autor de diverses operetes de gran èxit, ja havia cridat l'atenció de Hubay sobre el tema operístic "Nit d'amor" anys abans. Això va donar lloc a l'òpera de Hubay "La màscara". Martos no es va comprometre a escriure el llibret, però sí que li va deixar tenir la idea del tema. Hubay va visitar l'escriptor alemany Rudolf Lothar, l'autor del llibret de l'òpera d'Eugen d'Albert "Al peu de les muntanyes", que en aquell moment es representava arreu del món, a Berlín. Va trobar la història interessant i es va comprometre a escriure el llibret. Hubay sempre havia imaginat que la seva òpera es representaria per primera vegada a Budapest; per tant, va demanar a Sándor Góth, un artista talentós del Vígszínház, que també era un bon amic i parent proper, que escrivís el llibret juntament amb Lothar.
El compositor, que tenia cinquanta anys, no es va desanimar pel seu desig de treballar. Ja el 1909, va començar a escriure la seva òpera Venus de Milo. El llibret va ser escrit conjuntament per Sándor Góth i Imre Farkas, que van basar el seu llibret en una idea de Paul Lindau. L'obra de Hubay va romandre al calaix del seu escriptori durant un quart de segle i després va ser interpretada per l'Òpera en una forma lleugerament revisada el 1934.
Jenő Hubay, que havia estat president de la Societat de Compositors Hongaresos des del 1895, també va ser elegit president de l'Associació d'Escriptors d'Escena el 1910, a la vista dels seus èxits als escenaris de l'òpera. A la tardor de 1911, Budapest va commemorar el centenari del naixement de Ferenc Liszt amb una pompa cerimonial. En aquesta ocasió, la Missa de Coronació de Liszt es va interpretar a l'església de Matthias, en la qual Hubay va tocar el violí solista del Benedictus. El 1911, el govern va encarregar a Hubay que realitzés tres concerts a Roma al desembre, amb obres representatives de compositors hongaresos. L'artista va sol·licitar dos cantants d'òpera com a coprotagonistes, però el Ministeri de Cultura, després d'un llarg debat, va decidir que Ernő Dohnányi i Ferenc Vecsey haurien de viatjar amb ell.

## Primera Guerra Mundial

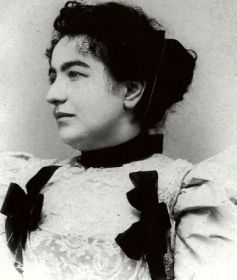
Elena Vacarescu

L'intent d'assassinat a Sarajevo i l'esclat de la Primera Guerra Mundial ho van canviar tot de cop. Els tres principals llocs de l'èxit de la seva joventut van esdevenir inaccessibles per a Hubay: París, Londres i Brussel·les. Ja no va poder visitar la seva "segona pàtria", Bèlgica, i per descomptat, la Rússia tsarista estava fora de qüestió. El desembre de 1915, va obtenir un èxit rotund amb la seva simfonia de guerra, estrenada al Vigado de Budapest, que també es va interpretar diverses vegades a Alemanya l'any següent. Les gires de concerts a l'estranger tampoc es van abandonar completament durant la guerra. A Hubay se li va demanar que dirigís i toqués el violí en un concert benèfic a Berlín el novembre de 1915. L'abril de 1916, va visitar Constantinoble, on va oferir un concert en benefici de la Mitja Lluna Roja; també es va organitzar una actuació privada per a les dames de l'harem a petició especial del sultà. De camí a casa, Hubay va oferir un concert a Sofia, on el públic búlgar el va celebrar amb entusiasme a ell i als seus col·legues. Hubay era un home impulsiu i tenia una actitud nacionalista pronunciada. Ho va expressar tot això tempestuosament quan Itàlia, i després Romania, van entrar a la guerra, a finals d'agost de 1916. La seva ira no es va veure continguda pels molts records del festival romà de 1911, ni per la seva antiga amistat amb la reina romanesa i Elena Văcărescu.
Durant aquest període, Bartók i Kodály també van ser professors de l'Acadèmia de Música, amb qui Hubay va mantenir una bona relació malgrat les seves diferències. Va defensar repetidament Bartók contra crítics musicals hostils i l'opinió pública. El primer indici d'un canvi en la situació va ser que va esclatar violentament en llegir les crítiques que lloaven la simfonia en re menor de Dohnányi. Va ser llavors quan es va adonar per primera vegada que la crítica mai havia apreciat les aspiracions nacionals de les seves obres, i mai havia avaluat les seves obres com un gran resultat del desenvolupament de la música hongaresa. Més tard, va sospitar cada cop més que la "camarilla" progressista de professors de l'acadèmia estava menyspreant el seu art per alguna "raó inexplicable", i que el grup d'artistes "modernistes", els "atonals", volien "enfonsar-lo" a tota costa. Hubay observava amb creixent gelosia el reconeixement cada cop més general dels "atonals", és a dir (Béla Bartók, Zoltán Kodály i Leó Weiner), i l'activitat decidida de Dohnányi, que va tornar de Berlín a la tardor de 1915 i va ser convidat a convertir-se en professor a l'Acadèmia de Música un any més tard, per tal d'elevar el nivell de l'Acadèmia. El 14 de febrer de 1919, el Consell de Ministres va nomenar Dohnányi al capdavant de l'Acadèmia de Música. Hubay ho va viure com un gran cop, ja que havia estat comptant amb aquest nomenament. Tanmateix, no es va adonar que la política jugava en contra seva: ni tan sols pensava que el govern que va arribar al poder amb la Revolució Aster difícilment nomenaria el marit d'una comtessa, coneguda per ser contrarevolucionària, al capdavant de l'Acadèmia de Música.
Hubay, que ja estava gelós de Dohnányi, es va prendre molt seriosament el seu rebuig i va declarar que marxava a l'estranger: al cap i a la fi, havia rebutjat anteriorment moltes ofertes brillants quan l'havien convidat a Londres, Leipzig, Suïssa, Amèrica, etc. Dohnányi, que apreciava sincerament el seu antic professor, va intentar dissuadir-lo, però sense èxit. Mentre esperava el seu visat suís, Hubay es va traslladar a Herend. El 1919, la família va viatjar via Viena a Zuric i després es va establir permanentment a Neuchâtel. La seva partida va ser forçada, ja que el govern del consell l'havia privat de les seves propietats, i ell mateix hauria estat pres com a ostatge, com havia passat a diversos "enemics de classe" rics.
Després del col·lapse de la República Soviètica, Géza Moravcsik, que anteriorment havia estat secretari de l'Acadèmia de Música, va tornar a la institució i va exigir la dimissió de Kodály (que havia estat el director de la institució durant aquest temps) en una reunió. Kodály va rebutjar fermament la seva interferència no autoritzada, però Moravcsik va aconseguir ser nomenat comissari ministerial del Col·legi. Va convidar Jenő Hubay a casa com a candidat al càrrec de director de l'escola. Hubay va ser nomenat director el 13 de novembre, mentre que Dohnányi, Bartók, Kerpely, Kodály i Waldbauer van ser en excedència durant un any. Les bones relacions personals de Hubay amb els tres grans músics es van deteriorar després del seu retorn, però sobretot el 1920. Sent un home sensible i vanitós, mai va poder perdonar-se haver estat descuidat per Dohnányi a la primavera de 1919, i a més, els seus antics companys professors van fer vaga quan Dohnányi va obtenir el permís d'absència, en interès del seu càrrec de director.

## Hubay al capdavant de l'Acadèmia de Música

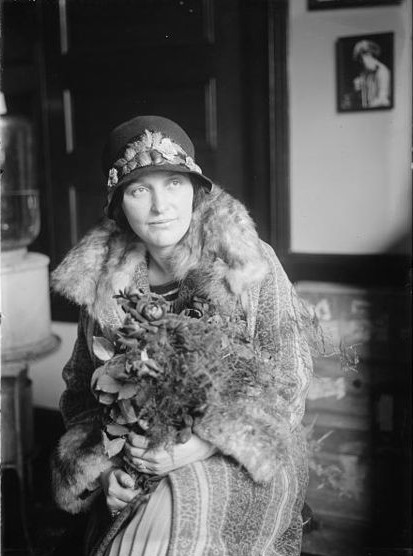
Stefi Geyer.

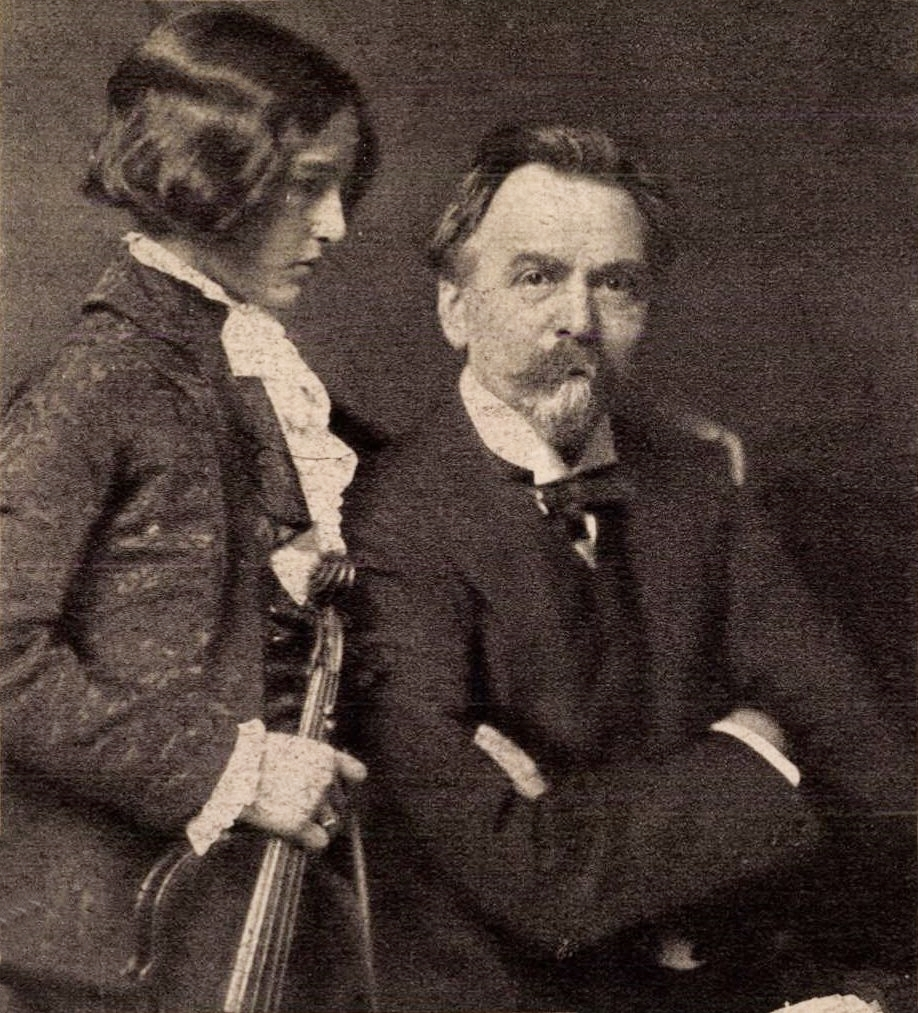
István Pártos i Jenő Hubay fotografiats per Aladár Székely el 1916

El desig de Hubay es va complir quan va ser nomenat director de l'Acadèmia de Música. En aquell moment, gairebé 35 anys abans, havia deixat el seu càrrec a Brussel·les, que li havia reportat molt més reconeixement internacional, per l'Acadèmia de Música de Budapest, i al llarg dels anys havia obtingut un reconeixement indivisible pel seu departament de violí. Podia sentir amb raó que ara havia arribat a la posició que havia estat seva durant anys. Això també va estimular el seu desig creatiu. Com a resultat, van néixer les seves simfonies Dante i Petőfi. La primera representació d'aquesta última va tenir lloc el 26 de febrer de 1923, com a "celebració musical del centenari de Petőfi", davant d'un públic de 3.000 persones, al Teatre de la Ciutat. L'obra va ser dirigida pel mateix compositor, amb la participació de l'orquestra de la Societat Filharmònica, el cor de l'òpera, el cor Palestrina, el Buda Dalárda i diversos cors infantils. Petőfi va ser cantat per Székelyhidy Ferenc, Julia per Anna Medek, Genius per Vilma Tihanyi i Death per Béla Venczell. La simfonia també va tenir un gran èxit a Finlàndia el 1926.
El gran esdeveniment del 1923 va ser l'estrena de la seva òpera Anna Karènina, que va estar precedida per greus combats. La versió dramatitzada de la novel·la de Tolstoi va ser un gran èxit en el període immediatament anterior a l'esclat de la guerra, i Hubay va començar a musicar-la la vigília de la Primera Guerra Mundial. La raó de les dificultats va ser que el Teatre de l'Òpera no va poder representar l'obra, que ja havia estat escrita amb gran retard, amb prou flexibilitat. Per aquest motiu, Hubay va retirar l'obra, cosa que va desencadenar una llarga correspondència entre ell i Gyula Wlassics, el director general del teatre en aquell moment. Això també es va informar a la premsa. Després de llargues batalles, l'obra es va estrenar el 10 de novembre. A més de El violinista de Cremona, aquesta òpera va ser la seva més reeixida. L'obra també va rebre un reconeixement significatiu del públic estranger (Duisburg, Baden-Baden, Bochum, Nuremberg, Viena).
Després de l'estrena, al desembre, s'esperava que Hubay Jenő tornés a actuar a Txecoslovàquia després d'una absència de vuit anys. No obstant això, va haver d'escurçar la seva gira a principis d'abril quan va haver de tornar a Budapest a causa d'una intoxicació estomacal.
Estava profundament satisfet que la ciutadella de l'educació musical hongaresa, on havia estat professor durant gairebé 40 anys, hagués celebrat el seu 50è aniversari sota la seva administració. En aquesta ocasió, l'institut va rebre el nom de Ferenc Liszt, es va fundar un museu Liszt a l'Acadèmia de Música i es va publicar un llibre commemoratiu amb escrits d'Albert Apponyi, Imre Keéri-Szántó, Antal Molnár, Albert Siklós i Jenő Hubay, entre d'altres. Els primers dies de maig es van celebrar tres concerts de celebració: la Llegenda de Santa Elisabet de Ferenc Liszt, que, com recordem, va ser una de les primeres experiències musicals de Hubay, i dues vetllades d'interpretació d'obres de les generacions més grans i més joves del professorat.
El 14 de març, Hubay va dirigir un concert a la capital austríaca per invitació d'hongaresos residents a Viena. Aleshores, a mitjans d'abril de 1926, Andor, acompanyat pel seu fill, va viatjar a Finlàndia per a una visita de deu dies, fent escala a Berlín i Estocolm, on la seva simfonia Petőfi es va interpretar amb gran èxit. Hubay va elegir Jenő membre honorari de l'Associació Nacional de Músics Hongaresos a la seva assemblea general festiva celebrada el 8 d'octubre de 1926. L'any següent, va organitzar una sèrie de concerts a gran escala a l'Acadèmia Liszt per commemorar el centenari de la mort de Beethoven, i després va emprendre una gira de concerts nacional, els ingressos de la qual van donar a "la promoció dels talents hongaresos".
Jenő Hubay va complir 70 anys el 1928, la celebració del qual ja s'havia anticipat al desembre de 1927 amb la inauguració del nou Palau de la Música del Conservatori de Miskolc (Escola de Música Városi Jenő Hubay) que portava el seu nom. L'esdeveniment va coincidir amb el 25è aniversari de l'existència de l'escola de música, i Jenő Hubay també va aparèixer a la celebració organitzada per a la doble ocasió, el 17 de desembre de 1927, i fins i tot va actuar al concert organitzat en honor seu: va tocar amb el seu Stradivarius el violí sol de la Missa de la Coronació, que ja havia interpretat diverses vegades amb Liszt, així com el seu propi Adagio i la II. escena de la posada. A més, va regalar al conservatori l'estàtua de bronze platejat feta per Miklós Ligeti, que va rebre de la capital el 1912. Diverses ciutats alemanyes i les encara noves emissores de ràdio de les capitals escandinaves van emetre programes de Hubay el 15 de setembre, alguns amb la participació d'estudiants de Hubay. Un altre esdeveniment important del 1928 va ser la visita de Hubay a Varsòvia i després a Praga durant la segona meitat de novembre. A la primavera del 1930, Hubay va dirigir un concert hongarès a la Salle Pleyel de París, l'escenari dels seus antics triomfs, i amb una preparació acurada, va explotar hàbilment les oportunitats que s'havien obert a la propaganda cultural hongaresa a París per primera vegada des de la Primera Guerra Mundial. Amb l'ajuda dels seus contactes personals, va aconseguir que "tot París" participés en el concert organitzat a finals d'abril, on, amb la participació de l'Orquestra Simfònica de París, dos joves artistes hongaresos molt talentosos (Stefi Geyer i Ferenc Vecsey) van portar a l'èxit els concerts de Leó Weiner i Hubay. El públic va celebrar amb entusiasme els artistes hongaresos.

Una de les experiències més importants de la seva última dècada va ser el concert d'octubre de Yehudi Menuhin, de 15 anys, a Budapest. Va escriure amb entusiasme sobre ell: 
| « | "Simplement fenomenal. He tingut molts prodigis a les meves mans: Vecsey, Geyer, Pártos, Szigeti, Rubinstein, Kerékjártó i altres. Però aquest noi potser els supera a tots. No es pot tocar el violí de manera més bonica, senzilla o perfecta". | » |

Un any més tard, es va demanar a Hubay que dirigís la Filharmònica de Viena en una vetllada orquestral de Menuhin a finals d'octubre de 1931. Probablement això no va tenir lloc a causa de l'estrena de La màscara a Karlsruhe.
A la dècada de 1920, Hubay va reelaborar la seva obra La màscara, escrita a principis de segle sobre un text de Rudolf Lothar i Sándor Góth, i l'Òpera de Budapest la va acceptar per a la seva representació el 1930. Com que Hubay havia tingut una molt mala experiència amb l'òpera durant Karènina, va observar els preparatius de la representació amb sospita. Però a l'octubre de 1930, tot semblava estar en ordre. La Masque es va representar el febrer de 1931 enmig d'un repartiment brillant, i una de les seves representacions fins i tot es va emetre per ràdio.
Hubay va fer 74 anys el setembre de 1932. Tenia una salut mental perfecta i un estat excel·lent; mai se li va passar pel cap que, com el seu predecessor, Ödön Mihalovich, es pogués jubilar de la nit al dia. I, tanmateix, això és el que va passar: mentre passava el cap de setmana a Mosóc a principis d'octubre, el ministre Jenő Karafiáth el va jubilar en la seva absència, al·legant la seva edat. La inesperada decisió va costar el càrrec al ministre: els amics de Hubay en càrrecs directius van resultar ser més forts. Quan el director de l'Acadèmia de Música va tornar a Budapest diumenge al vespre, el lloc de Karafiáth, destituït, ja havia estat ocupat per Bálint Hóman. Després que Hóman, amb qui mantenia una relació d'amistat, es convertís en ministre, Hubay el va instar a ser nomenat "director etern". Tanmateix, això va ser impossible. Dos anys més tard, el 1934, ell mateix va sol·licitar la seva jubilació. En aquesta ocasió, va ser nomenat president de l'Acadèmia de Música. Tanmateix, no va renunciar al lideratge de l'escola d'art: va continuar la seva tasca educativa fins a l'últim dia de la seva vida.

## Llaüts musicals al Palau Hubay
El 1933, els Hubay van celebrar dos esdeveniments familiars: el casament del seu fill gran, Andor, a la primavera, i el 75è aniversari de Jenő Hubay a la tardor. En aquesta ocasió, la ràdio va emetre una recopilació festiva de les seves obres el 15 de setembre.[18]
El 1920, durant el seu primer any com a director de l'Acadèmia de Música, Hubay va veure que era el moment adequat per implementar el seu pla de tardes musicals, tan anhelat, al palau del carrer Fő. La gran sala era una de les sales més boniques i decoratives del palau, capaç d'acollir un públic d'unes 150 persones i proporcionar un ambient agradable per a la música de cambra. Les tardes musicals van tenir un paper important a l'hora de donar a conèixer els joves talents. Les tardes musicals –quatre o cinc per any– s'organitzaven durant la temporada de concerts, i el seu programa tradicional era música de cambra, cant i música de cambra. A la dècada del 1920, el Quartet de Corda Hubay solia interpretar quartets clàssics i romàntics amb la formació de Jenő Hubay–Ferenc Gábriel–Nándor Zsolt–Miklós Zsámboki, i ocasionalment s'expandia a un quintet o sextet de piano. A la dècada del 1930, Gábriel va ser substituït majoritàriament per Ede Zathureczky, i Zsámboki per Jenő Kerpely. Els solos de les primeres tardes musicals van ser interpretats pels cantants de l'Òpera. Hubay va organitzar 67 tardes musicals entre el 1920 i el 1937. Molts cantants i músics estrangers també hi van actuar, com ara Richard Strauss i Felix Weingartner, durant les seves visites a Budapest. En aquestes ocasions, el programa estava compost per les obres de l'il·lustre convidat.[18]
A principis de la dècada del 1930, els admiradors del mestre –entre ells principalment els convidats de les tardes musicals– van decidir fundar la Societat Jenő Hubay. Els seus membres pagaven una quota simbòlica i tenien dret a invitacions a les vetllades musicals i contribuïen a les despeses de l'esdeveniment.
Durant aquests anys, Hubay va ser membre de la Societat Hongaresa Mickiewicz, que tenia com a objectiu fomentar les relacions poloneses-hongareses.[19]

## Els darrers anys

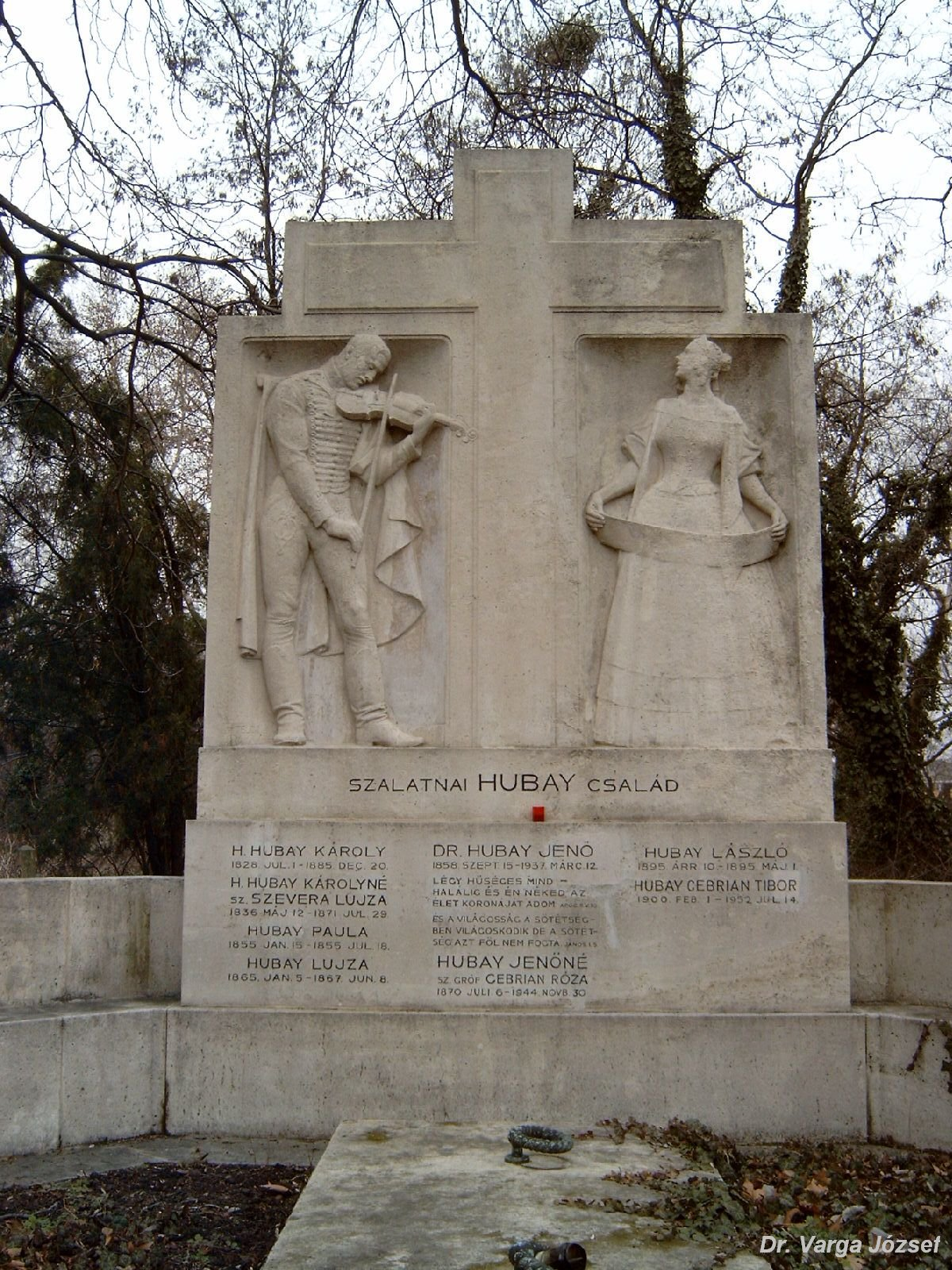
La tomba de Jenő Hubay i Károly Huber.

Hubay va fer diversos concerts a la ràdio de Budapest a mitjans de la dècada de 1930, i una vegada va fer un concert de sonata a la ràdio de Viena amb Clemens Krauss. Malauradament, no s'han conservat gaires de les seves gravacions, però una es va reproduir el setembre de 1972, a la inauguració de la Sala Hubay de l'Acadèmia de Música. També es va fer una pel·lícula sonora sobre la interpretació del violí de Hubay en aquesta època. A la pel·lícula *Hello, Budapest*, realitzada a l'agost de 1935, que va popularitzar els èxits d'Hongria, es pot veure l'artista, que aleshores tenia 77 anys, durant tres minuts tocant amb una confiança que desmenteix la seva edat, i amb una veu clara i bella.
L'òpera Venus de Milo de Hubay, composta entre 1905 i 1910 amb un text de Paul Lindau, Sándor Góth i Imre Farkas, va romandre als calaixos de l'escriptori del compositor i del director d'òpera durant gairebé tres dècades, fins que finalment es va representar l'1 de març de 1935 enmig d'aparicions brillants, dirigida per Antal Fleischer.
L'últim any complet de vida de Hubay, el 1936, va ser memorable gràcies a tres actuacions: l'estrena a Budapest de la seva obra de dansa El gegant egoista, basada en el conte d'Oscar Wilde, la primera representació de l'obra de dansa composta per les Escenes de la posada i l'estrena a Viena dAnna Karènina. El desig de fa temps del compositor es va complir quan Felix Weingartner va interpretar la seva obra a la Staatsoper a la inauguració de les Setmanes del Festival de Viena a principis de febrer.
El 23 de maig, Hubay va pujar al podi de director per última vegada: a la gran sala de l'Acadèmia de Música, va dirigir el concert de graduació dels seus dos graduats preferits, Gabriella Lengyel i Róbert Virovai, i els concerts de Brahms i Beethoven. Després de les dues obres, el públic abarrotat va celebrar el mestre de 78 anys i els seus talentosos alumnes durant molt de temps.
Després de l'èxit dAnna Karènina a Viena, a Hubay només li va quedar un desig sense complir: no es va interpretar la seva "simfonia de la pau" Ara Pacis, en la qual havia estat treballant des del 1916 -des del primer moment en què va sorgir la idea- durant gairebé la resta de la seva vida. Durant la Primera Guerra Mundial, va llegir per primera vegada lHimne a la pau de Romain Rolland i immediatament va decidir escriure la "gran obra" de la seva vida a partir d'ell. Però l'obra va progressar lentament i només la va acabar el 1936. No va quedar temps per fer realitat la seva actuació imaginada a Ginebra o La Haia.
Com si pressentia que no li quedava gaire temps, Hubay va escriure el seu testament el 6 de gener de 1937 i es va acomiadar de la seva dona i els seus fills. El març de 1937, als 79 anys, amb tota la seva força física i mental, es va preparar per ocupar el seu lloc a finals de mes al jurat del primer Concurs Internacional de Violí Eugène Ysaÿe a Brussel·les, l'escenari de la seva glòria juvenil. Es va preparar alegremente per tornar a la seva "segona pàtria" que havia deixat mig segle abans, amb el seu últim favorit, Róbert Virovai, que esperava que fos entre els guanyadors del primer premi. Tanmateix, el destí va decretar el contrari.
El 12 de març, a les 17:00, va participar en una discussió al Nou Ajuntament del carrer Váci, en companyia de Jenő Heltai, Zoltán Kodály, Gusztáv Oláh i Béla Paulini, entre d'altres, sobre les celebracions que se celebrarien amb motiu del Jubileu de Sant Esteve. Va parlar durant la discussió sobre la qüestió del lloc, però de sobte es va asseure i va semblar absort en les seves notes. Els membres del comitè van esperar durant llargs segons que continués el seu discurs i només llavors es van adonar del que havia passat quan es va inclinar cap a un costat a la butaca. Va morir d'un atac de cor inesperat.

## La seva música i el seu llegat
La seva tasca com a educador musical

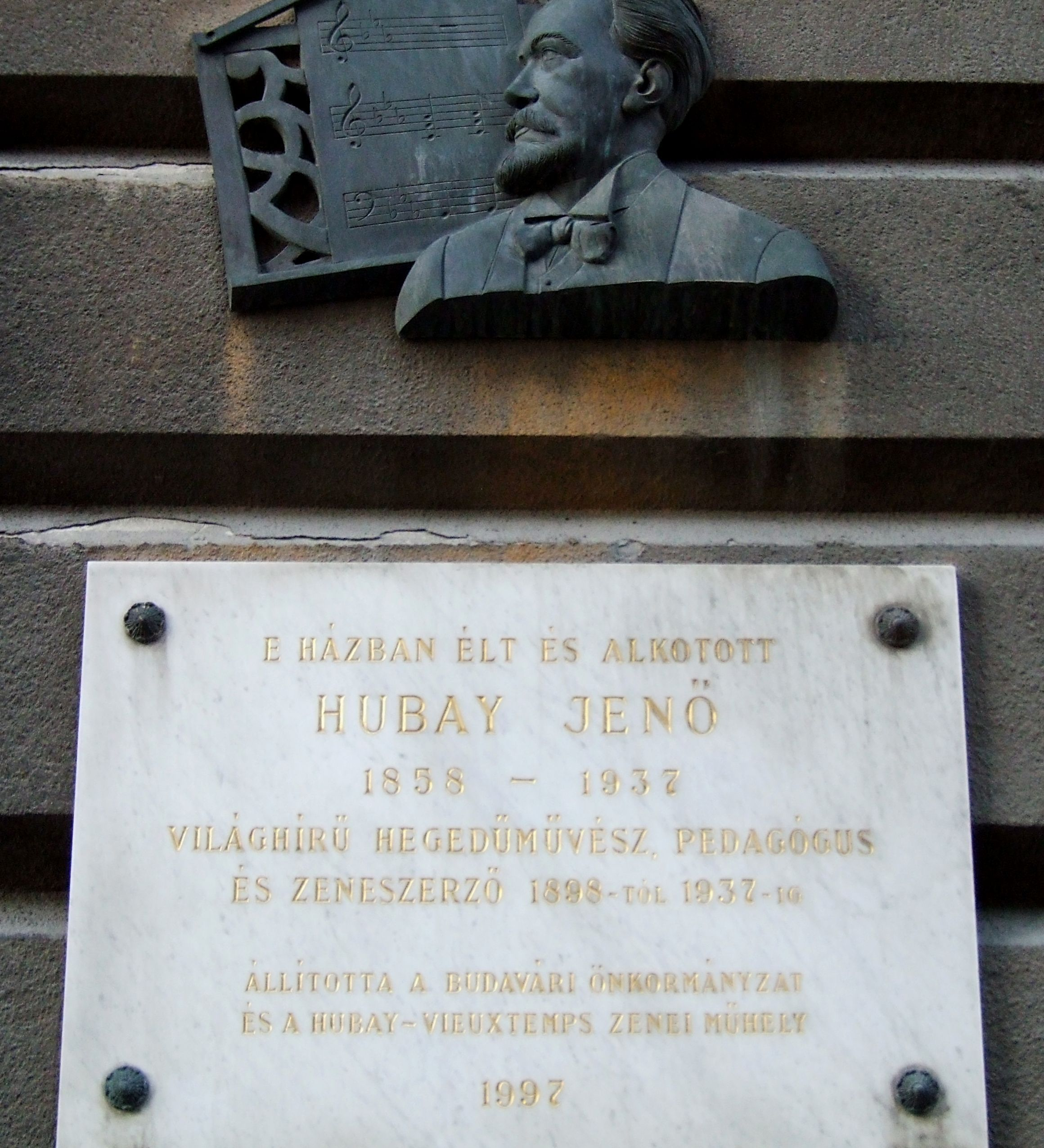
Placa commemorativa: Districte I, carrer Fő 21.

Els èxits de Jenő Hubay com a professor van portar fama mundial a l'escola hongaresa de violí i a l'Acadèmia de Música. L'edat d'or de la història de l'art del violí hongarès està associada al seu nom. Jenő Hubay no anomenava el seu ensenyament un mètode, perquè no ho sentia. En el seu cas, la interpretació instintiva del violí del gran artista es fusionava amb la brillant tasca pedagògica. No pensava en un mètode, perquè no en necessitava un: el seu ensenyament era diferent per a cada individu. La tasca pedagògica es basava en l'edat, l'aptitud i la forma de la mà. El secret del seu ensenyament es manifestava en la interpretació del violí completament fàcil, lliure de totes les inhibicions, infinitament natural i "jugona". Va entrenar els seus alumnes per fer això, i ell mateix tocava d'aquesta manera. Com qualsevol altre professor de violí, Hubay va començar des de la posició correcta del violí: el tors recte, la posició tranquil·la, però no rígida i completament immòbil amb l'instrument era el primer requisit. La col·locació absolutament sòlida del violí és el segon. Hubay no tractava amb estudiants a un nivell on se li hauria d'haver ensenyat vibrato. Tot i això, si l'alumne no la tocava segons la seva idea, la corregia i la modificava. Els principis bàsics del seu ensenyament eren els següents:
A mà esquerraLa direcció del violí ha de ser recta. Un violí que es desplaça cap a l'esquerra fa que l'arc es tiri cap enrere i fa impossible produir un so bonic. El violí no ha d'estar més baix que l'horitzontal. Només un braç girat correctament pot dur a terme les funcions necessàries. Un suport sòlid per al violí és una garantia addicional del funcionament i un rendiment d'alt nivell de la mà esquerra. Fins i tot el millor violinista pot veure's afectat negativament al llarg de la seva vida si no ha dominat la posició segura del violí. Malgrat molta pràctica, els processos d'innervació d'un violí que es mou endavant i endarrere s'inhibeixen i la interpretació esdevé incerta. La connexió entre el cos i l'instrument ha de ser constant.
En colpejar els ditsEl cop no pot ser dur; ha de ser flexible i ferm. L'ús només de dits relaxats i completament tous no desenvoluparia la musculatura de la mà. Hubay va exigir practicar amb els dits completament estesos en tots els casos en què no sentia que els dits de l'alumne fossin prou independents. El treball d'independència comença en l'ensenyament inicial, exigint que els dits es deixin estirats. Això també és molt important des del punt de vista del joc net. La mà no es precipita aquí i allà, sinó que roman en un lloc, la innervació no està obstaculitzada. Si el professor no ensenya a deixar-la estirada, és força segur que el seu alumne trobarà dificultats fins i tot quan aprengui la primera tercera presa.
Sobre la mà dretaEl maneig de l'arc dels estudiants de Jenő Hubay tenia un segell únic. La manera com els estudiants subjectaven l'arc podia ser lleugerament diferent d'un individu a un altre, però l'escola Hubay era recognoscible pel maneig dinàmic de l'arc: "col·loca l'arc sobre la taula i aixeca'l de la taula amb la mà dreta". Aquest és un intent extremadament perillós, perquè els dits es pressionen contra la part superior de la vareta de l'arc, en lloc de col·locar-se al costat de la vareta; l'estudiant immediatament comença a prémer, perquè sent que l'arc li caurà de la mà. També manté el polze en un espasme, perquè també vol "agafar-lo" amb ell. Tanmateix, ha d'adquirir la sensació que l'arc gairebé no pesa. Les funcions correctes del braç dret entren en joc durant la formació del so. És crucial activar el dit petit just al principi de la lliçó. El dit petit, col·locat rodonament sobre la vareta, ha de ser capaç de moure la barra de tir: cap avall i cap enrere.
Quant al canvi de la barra de tirSi l'alumne pot subjectar l'arc de la manera ja descrita (amb el dit petit enganxat), l'arc es pot col·locar allà, per exemple a la corda La, per iniciar l'arc. Aleshores, el professor aixeca l'arc i el col·loca al mig, finalment cap a la punta. Durant els moviments d'aquests tres punts, es pot comprovar el paper del braç (acompanyat d'explicacions adequades a l'edat). El professor ha de realitzar els moviments necessaris juntament amb els alumnes fins que s'aconsegueixi la completa suavitat de l'espatlla, el braç i el canell, fins i tot si l'alumne ja està provant els moviments sol. Amb l'arc preparat d'aquesta manera, no calen proves parcials d'arc que produeixin un gemec incòmode, perquè l'alumne podrà estirar el seu arc sense obstacles i és possible passar als problemes d'arc i formació del so.
Canvi d'arcEl professor realitza el moviment acurat i preparatori de canviar l'arc subjectant el cargol de l'arc amb la mà dreta, modelant la mà de l'alumne amb la mà esquerra i començant la tracció cap avall fins a aproximadament un quart de l'arc. Sostenint el canell en una posició lleugerament elevada amb la mà esquerra, empeny l'arc cap amunt, però de manera que el canell esquerre gairebé immediatament entri en l'estat de tracció cap avall i s'aplani de nou a la seva posició natural. El moviment repetit constant es forma i fa que el canvi sigui gairebé automàtic, que per descomptat també està recolzat pel braç i l'espatlla completament alliberada. La posició correcta del polze és molt important. Sovint, l'alumne aparentment subjecta bé l'arc i el professor ni tan sols s'adona que el polze recte o incorrectament doblegat dificulta el treball de formació del so: l'alumne no té to, no pot desenvolupar volum.

## Els seus alumnes més famosos
- Jenő Adorján: va tocar a París, Lübeck i després a l'Òpera i l'Orquestra de la Ciutat de Düsseldorf com a concertino.
- Jelly d'Arányi: es va establir a Londres, on va treballar com a solista i intèrpret de música de cambra.
- Endre Gertler: és considerat el millor intèrpret de Bartók actualment. A la segona meitat de la seva vida, es va establir a Brussel·les.
- Stefi Geyer: un dels violinistes hongaresos més grans, el primer estudiant de l'escola de mestres de Hubay a aconseguir l'èxit mundial. Es va distingir per les seves interpretacions d'obres clàssiques i romàntiques. A partir del 1906, va estar en estret contacte amb Béla Bartók, per a qui va escriure el seu concert per a violí pòstum.
- Eugene Ormandy: va aconseguir un gran èxit als Estats Units d'Amèrica (a Nova York, Minneapolis), després a Filadèlfia, on va ser director permanent i després director musical de l'orquestra local (Orquestra de Filadèlfia).
- István Pártos: un dels seus alumnes més talentosos, que va morir a l'adolescència durant l'epidèmia de grip espanyola. József Szigeti: violinista reconegut a tot Europa, un dels primers artistes de renom internacional que va actuar a la Unió Soviètica a la dècada del 1920. Va ser un dels intèrprets més coneguts d'obres clàssiques i especialment modernes (Bartók, Ravel, Stravinski, Prokófiev).
- Zoltán Székely: va ser el primer violinista del Quartet de Corda Hongarès.
- Emil Telmányi: va construir la seva reputació en gires de concerts europees i americanes. És un representant destacat de l'art modern del violí hongarès, un artista d'una imaginació i profunditat extraordinàries. Sempre va servir per popularitzar la música hongaresa; va ser un intèrpret convincent de les obres de Béla Bartók escrites per a violí i un propagador eficaç de la nostra música nacional fins a la seva mort.
- Ferenc Vecsey: va actuar per primera vegada a Berlín als deu anys, i durant les seves gires de concerts també va fer gires per Amèrica i l'Àsia Oriental. Va obtenir fama mundial amb el seu estil elegant i les seves habilitats virtuoses. També va aconseguir un gran èxit com a compositor. Ede Zathureczky – va establir la seva reputació en gires de concerts europees i americanes. Va ser professor i més tard director de l'Acadèmia de Música.

## L'Escola de Mestre Hubay

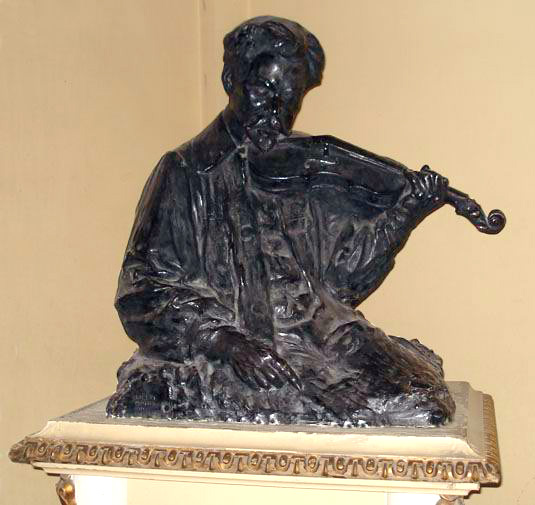
Estàtua de Jenő Hubay (creada per Miklós Ligeti al Palau de la Música de Miskolc)

Quan es va obrir el departament de formació artística, els estudiants de Hubay ja havien establert la reputació mundial de la seva escola com a artistes escènics, diversos dels quals van ser reconeguts i esmentats a l'estranger com a nens prodigis. Un grup dels seus antics excel·lents alumnes van formar el professorat de l'Acadèmia Liszt i l'Orquestra Nacional: Ferenc Gábriel, Rezső Kemény, Vilmos Kladivkó, Géza Kresz, Gyula Mambriny, Oszkár Studer, Gusztáv Szerémi, Nándor Zsolt. L'escola de mestres, o també coneguda com a departament de formació artística, es va establir el 1911. A la conferència d'obertura de la temporada de l'Acadèmia Liszt, el director Ödön Mihalovich va anunciar que tres professors (Hubay, Popper, Szendy) havien estat assignats per dirigir el departament de més alt nivell, el departament de formació artística. Els últims estudiants de l'escola de mestres van ser Róbert Virovai i Gabriella Lengyel.

## Obra de composició
Per conèixer la llista d'obres de Jenő Hubay, aneu al seu arxiu de la Viquipèdia hongaresa.
La carrera de Hubay va anar acompanyada de la composició com a activitat contínua i regular. Més de la meitat de les seves aproximadament 400 obres musicals són composicions per a violí, la majoria de les quals van ser creades en relació amb les activitats d'artista escènic de Hubay, en les dues últimes dècades del segle passat. Una part important de les més de cent cançons de Hubay amb lletres hongareses, alemanyes i franceses també es poden datar del mateix període, per a la composició de les quals el món dels salons que determinava la vida intel·lectual de l'època va proporcionar inspiració. A la segona meitat de la seva vida, el seu interès es va dirigir cada cop més cap a gèneres simfònics i escènics de major escala; va veure que els seus objectius com a compositor es feien realitat en el seu esforç per crear obres representatives de validesa universal. Es pot observar una contradicció peculiar en el fet que, mentre que Hubay va ser considerat un dels músics de cambra més importants del seu temps, ell mateix gairebé no va compondre música de cambra, sent la seva única obra supervivent, fins i tot en el sentit estricte de la paraula, Sonate Romantique. La seva música es caracteritza pel conservadorisme, un gir cap al romanticisme del segle XIX, i per tant cap a Wagner, el concepte del qual de drama musical va intentar introduir a la música hongaresa, sense èxit. Tot i que estava obert a les innovacions i va educar els seus estudiants en aquest esperit, el seu model a seguir va seguir sent Richard Strauss.
Els seus escrits
L'impacte de l'Acadèmia Hongaresa de les Ciències en el desenvolupament de la nostra música, Budapest, 1927